# Talmont-sur-Gironde
 (octobre 2012).
Si vous disposez d'ouvrages ou d'articles de référence ou si vous connaissez des sites web de qualité traitant du thème abordé ici, merci de compléter l'article en donnant les références utiles à sa vérifiabilité et en les liant à la section « Notes et références ».
Pour les articles homonymes, voir Talmont.
Talmont-sur-Gironde est une commune du sud-ouest de la France, située dans le département de la Charente-Maritime (région Nouvelle-Aquitaine). Ses habitants sont appelés les Talmonais et les Talmonaises. Talmont est également un petit port où on pêchait autrefois l'esturgeon pour ses œufs (caviar), et désormais le maigre, l'alose, la lamproie et les pibales.
Ancienne bastide fondée par le roi d'Angleterre et duc d'Aquitaine Édouard Ier en 1284, cette petite cité campée sur un promontoire dominant l'estuaire de la Gironde fut autrefois une redoutable place forte, dont ne subsistent désormais que quelques pans de remparts et les vestiges d'une tour médiévale à demi ruinée (tour blanche).
Les rues du bourg, qui se coupent à angle droit, sont bordées de maisons anciennes, volontairement très basses afin de limiter la prise au vent, couvertes de tuiles roses et presque toutes blanchies à la chaux. En été, de nombreuses roses trémières apportent une touche colorée à cet ensemble.
Au bord de la falaise, l'église Sainte-Radegonde, construite au XIIe siècle, surplombe les flots de sa silhouette caractéristique, elle est entourée d'un cimetière marin envahi de passeroses et de fleurs sauvages.
La commune est une des étapes d'un sentier de grande randonnée balisé, le GR 360.
Elle a reçu le label des Plus beaux villages de France et des Petites cités de caractère mais a perdu ce dernier en 2019[réf. souhaitée] et appartient depuis 2011 au réseau « Villages de pierres et d'eau », label initié par le conseil général afin de promouvoir des sites exceptionnels situés au bord d'une étendue d'eau (mer, rivière, étang…).
Cité à vocation touristique et artisanale, aux portes de la côte de Beauté, Talmont appartient à la communauté d'agglomération Royan Atlantique, structure intercommunale regroupant 81 036 habitants (2013).

## Géographie
« En guise de trottoirs, une rangée de roses trémières élève des hampes vertes et des petits bouquets devant les murs crépis de blanc. »

— Jacques Chardonne, Attachements, 1943 —

Position de Talmont-sur-Gironde en Charente-Maritime.

La commune de Talmont-sur-Gironde est située dans le sud-ouest du département de la Charente-Maritime, dans l'ancienne province de la Saintonge. Appartenant au midi atlantique, elle peut être rattachée à deux grands ensembles géographiques, le Grand Ouest français et le Grand Sud-Ouest français.
D'une superficie de 444 hectares, le territoire communal est occupé aux deux tiers par une plaine marécageuse bordant l'estuaire de la Gironde, laquelle s'étend jusqu'à Meschers-sur-Gironde au nord et jusqu'aux collines d'Arces à l'est. Plusieurs chenaux tributaires de la Gironde serpentent à travers les marais.

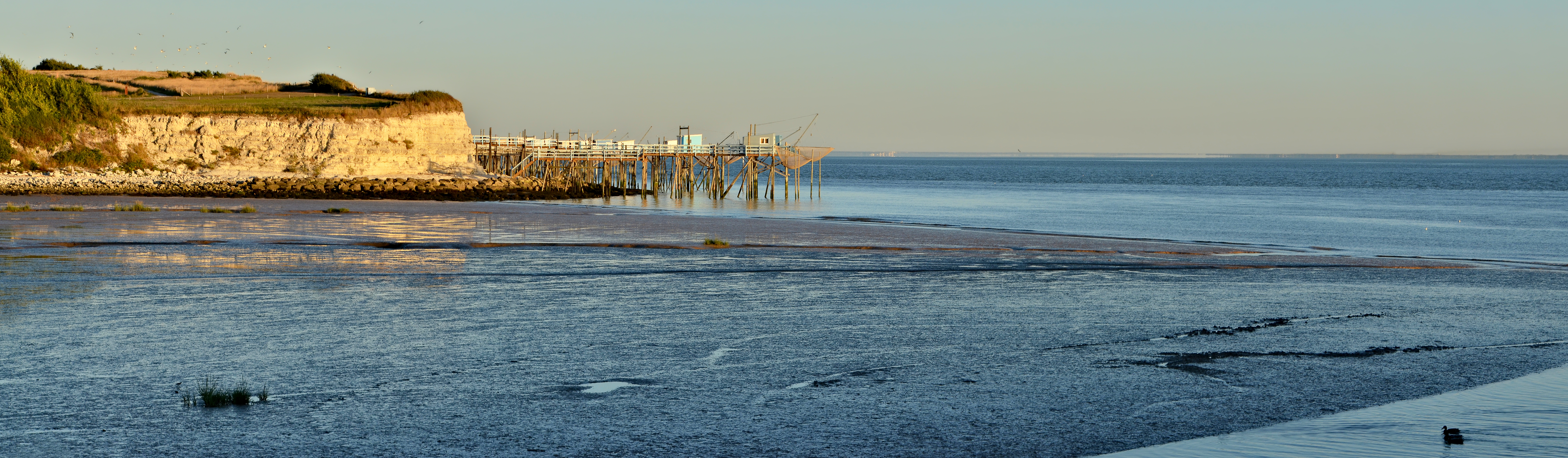
Soir sur l'estuaire et la falaise du Caillaud depuis la cale Léon-Bonnin.

Le tiers restant du territoire communal est constitué d'un plateau calcaire formant dans la partie littorale une série de falaises partiellement érodées. Le bourg, fortifié depuis le Moyen Âge, est établi sur l'une d'entre elles. Une conche la sépare de la falaise du Caillaud, faisant de la cité de Talmont une presqu'île.
Si les marais sont utilisés comme zone de pacage, le sud de la commune est principalement occupé par des exploitations agricoles (cultures céréalières) et viticoles.
La présence de plusieurs zones propices à la reproduction ou à l'hivernage de certaines espèces d'oiseaux migrateurs a conduit à l'intégration du territoire communal à la zone de protection spéciale des Marais de la rive nord de l'estuaire de la Gironde et au site d'importance communautaire des Marais et falaises des coteaux de Gironde dans le cadre du réseau Natura 2000.
La commune est une des étapes d'un sentier de grande randonnée balisé, le GR 360.

### Axes de communication

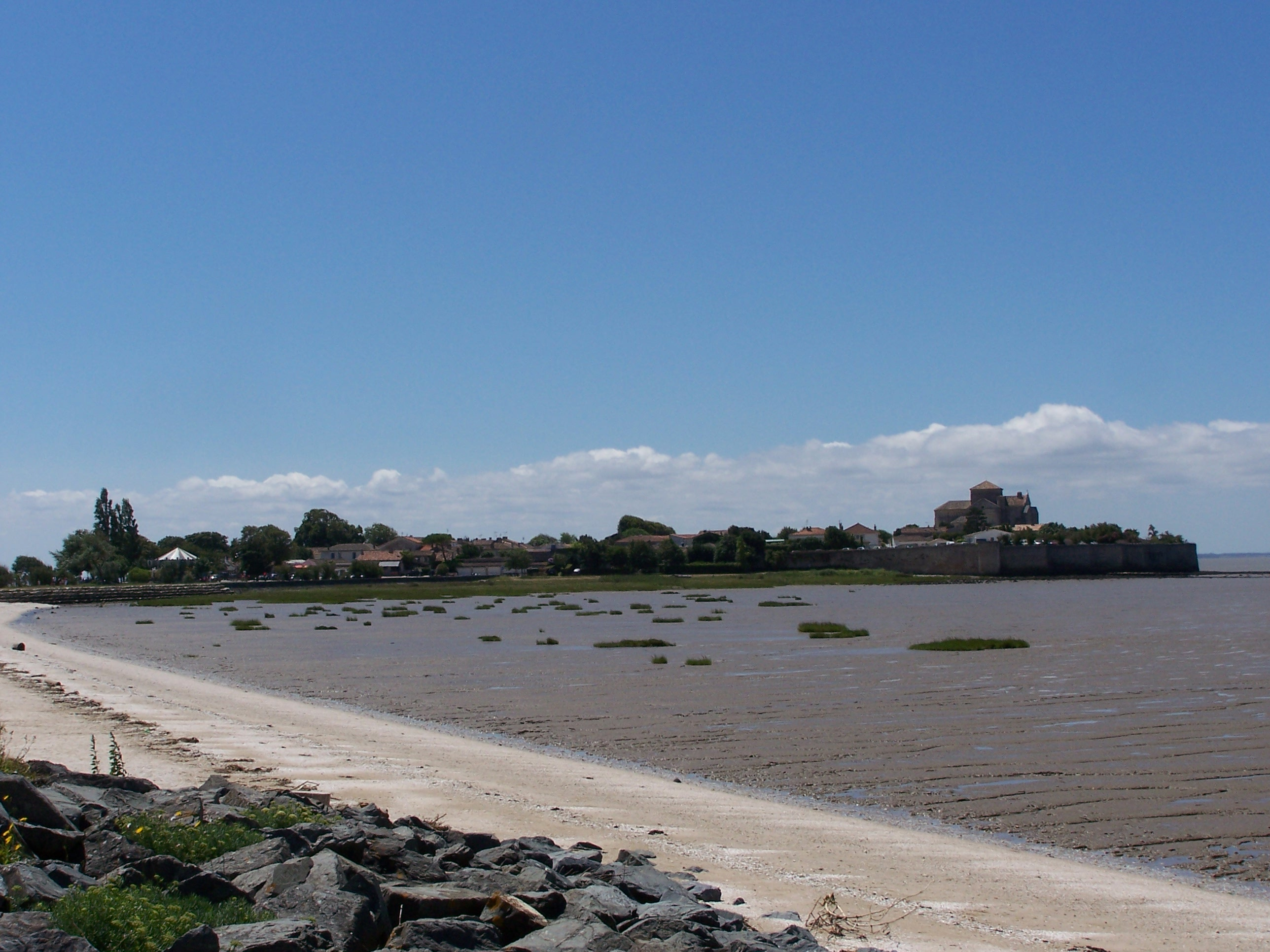
La baie de Talmont.

Talmont-sur-Gironde est une commune située à 19 kilomètres de Royan et à 36 kilomètres de Saintes, ancienne capitale de la province de Saintonge et troisième agglomération du département de la Charente-Maritime, dans l'arrondissement de Saintes. Le réaménagement de certaines portions du réseau routier entre Royan et Rochefort (D 733), puis Rochefort et La Rochelle (N 137) place la commune à environ 1 heure 30 du chef-lieu départemental, situé à 85 kilomètres plus au nord.
Seuls deux axes routiers importants traversent le territoire communal : le premier est la route départementale 145, une voie touristique reliant les villes de Royan et de Bordeaux. Également connue sous le nom de « Route verte », elle prend localement le nom de boulevard du Marais.
Un rond-point marque l'intersection de cette dernière et de la route départementale 114e9, une voie secondaire reliant Talmont-sur-Gironde à la commune voisine d'Arces. La portion de route située sur le territoire communal est appelée route de Cozes jusqu'au hameau des Mottes-Gachins, puis rue des Bironnes.
Un réseau de rues et de chemins vicinaux fait la liaison entre le bourg médiéval et le faubourg du Caillaud. Les plus importants sont appelés avenue de l'Estuaire ou rue de la Fond.
La commune est située à une vingtaine de kilomètres de l'aérodrome de Royan-Médis, lequel n'accueille toutefois aucun vol commercial. Les aéroports les plus proches sont ceux de Rochefort-Saint-Agnant, à 55 kilomètres au nord de la commune, et Bordeaux - Mérignac, à 105 kilomètres.
La construction d'un réseau de chemin de fer reliant la commune au chef-lieu du canton, Cozes, fut envisagée durant la Première Guerre mondiale. Ce projet de voie ferrée à vocation exclusivement militaire fut cependant rapidement abandonné à l'issue du conflit. La gare de Royan est actuellement la plus proche de la commune à demeurer en activité.

### Communes limitrophes
|                                      | Arces               |        |
| Talais (Gironde, par un quadripoint) | Talmont-sur-Gironde |        |
| Saint-Vivien-de-Médoc (Gironde)      |                     | Barzan |

Les communes de Talais et Saint-Vivien-de-Médoc sont sur la rive gauche de l'estuaire de la Gironde.

### Climat

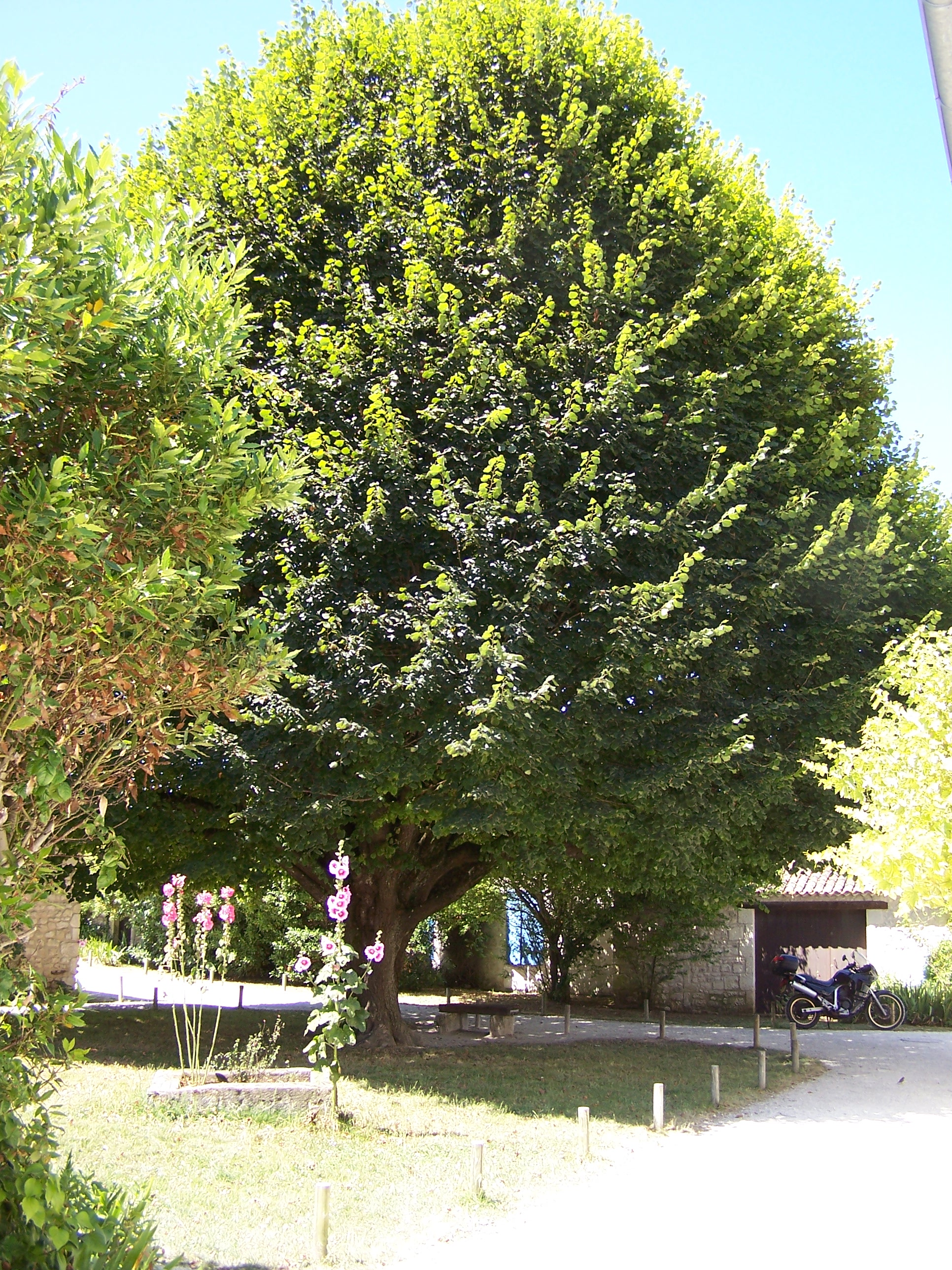
Le tilleul de la place de la Priauté, planté vers 1895.

Le climat est de type océanique aquitain : la pluviométrie est relativement élevée en automne et en hiver et les hivers sont doux. L'été reste tempéré grâce à la brise marine.
Les relevés de la station météorologique de La Rochelle entre 1946 et 2000 permettent de déterminer quelques dates majeures au point de vue climatique en Charente-Maritime : ainsi, au cours de cette période, la température la plus froide est relevée le 15 février 1956 : -13,6 °C.
Un pic de température (dépassé seulement au cours de la canicule de 2003) est atteint le 8 juillet 1982 avec près de 39 °C à l'ombre.
Si 1953 est considérée comme l'année la plus sèche, 2000 est au contraire la plus pluvieuse.
La Charente-Maritime est le département français qui a été le plus durement touché par l'ouragan Martin du 27 décembre 1999. Les records nationaux de vents enregistrés ont été atteints avec 198 km/h sur l'île d'Oléron et 194 km/h à Royan.
Une partie du village fut inondée par les eaux déchaînées de l'estuaire, tandis que de violentes rafales de vent mirent à bas une partie de la « falaise du Caillaud ». De nombreux dégâts furent relevés sur les habitations et les infrastructures publiques.
Au total, la commune de Talmont-sur-Gironde a fait l'objet de huit arrêtés de catastrophe naturelle entre 1982 et 2021. Parmi ceux-ci, six concernaient des inondations (submersion marine, coulées de boue, marées de tempête ou crues) et deux étaient relatifs à des mouvements de terrain consécutifs à des périodes de sécheresse.

#### Données générales
| Ville               | Ensoleillement · (h/an) | Pluie · (mm/an) | Neige · (j/an) | Orage · (j/an) | Brouillard · (j/an) |
| ------------------- | ----------------------- | --------------- | -------------- | -------------- | ------------------- |
| Médiane nationale   | 1 852                   | 835             | 16             | 25             | 50                  |
| Talmont-sur-Gironde | 2 250                   | 755             | 4              | 13             | 26                  |
| Paris               | 1 717                   | 634             | 13             | 20             | 26                  |
| Nice                | 2 760                   | 791             | 1              | 28             | 2                   |
| Strasbourg          | 1 747                   | 636             | 26             | 28             | 69                  |
| Brest               | 1 555                   | 1 230           | 6              | 12             | 78                  |
| Bordeaux            | 2 070                   | 987             | 3              | 32             | 78                  |

| Mois                              | jan. | fév. | mars | avril | mai  | juin | jui. | août | sep. | oct. | nov. | déc. | année |
| --------------------------------- | ---- | ---- | ---- | ----- | ---- | ---- | ---- | ---- | ---- | ---- | ---- | ---- | ----- |
| Température minimale moyenne (°C) | 3,4  | 2,8  | 5,4  | 7,4   | 10,7 | 13,7 | 15,8 | 15,7 | 13,7 | 10,5 | 6,3  | 3,9  | 9,2   |
| Température moyenne (°C)          | 5,9  | 6,9  | 8,7  | 11,1  | 14,3 | 17,5 | 19,8 | 19,6 | 17,8 | 14,2 | 9,4  | 6,6  | 12,7  |
| Température maximale moyenne (°C) | 8,5  | 9,9  | 12,1 | 14,7  | 17,9 | 21,3 | 23,8 | 23,5 | 21,8 | 18   | 12,6 | 9,2  | 16,1  |
| Ensoleillement (h)                | 84   | 111  | 174  | 212   | 239  | 272  | 305  | 277  | 218  | 167  | 107  | 85   | 2 250 |
| Précipitations (mm)               | 82,5 | 66,1 | 57   | 52,7  | 61,1 | 42,9 | 35,1 | 46,4 | 56,5 | 81,6 | 91,8 | 81,8 | 755,3 |

### Environnement

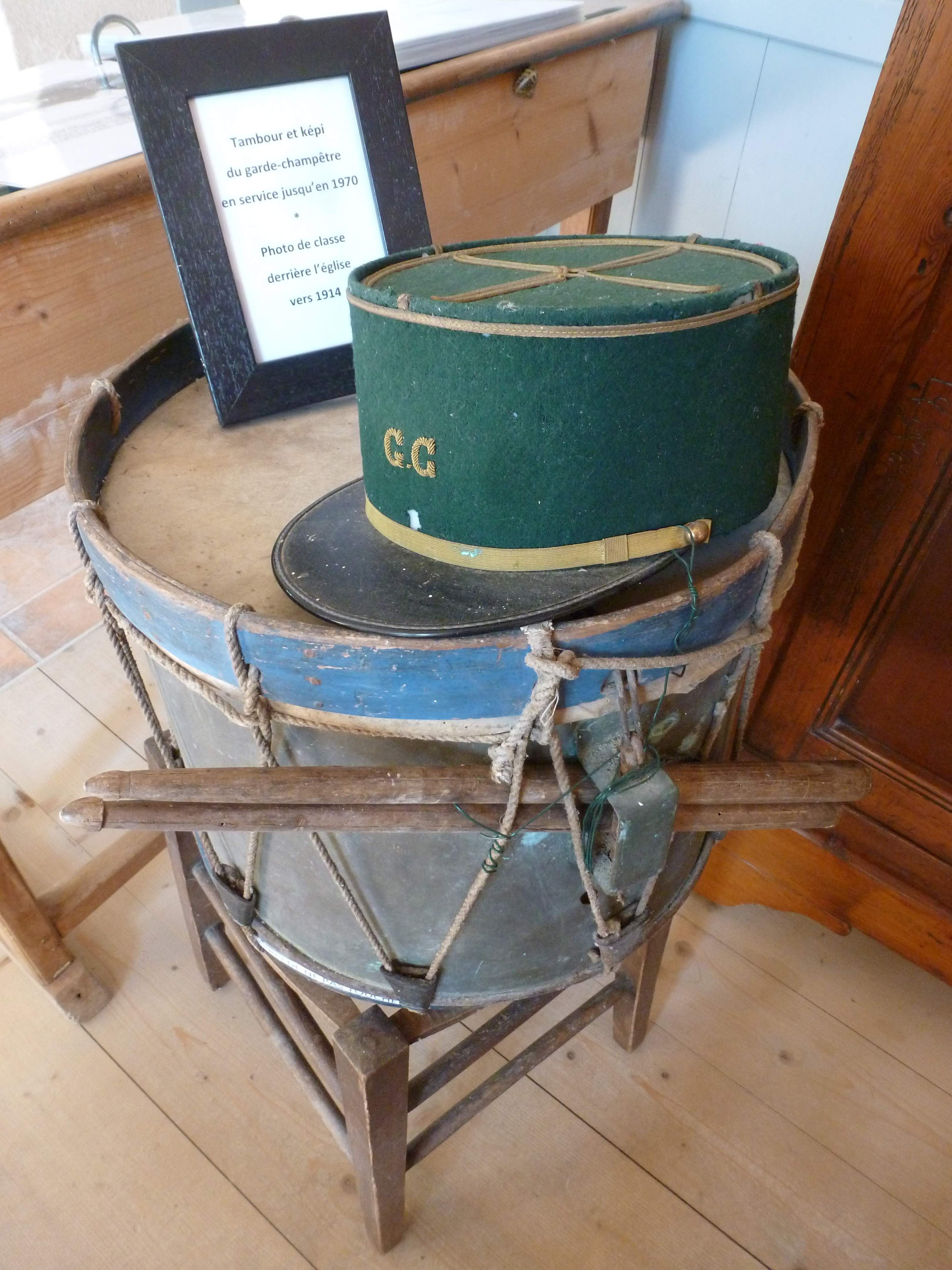
Tambour et képi du garde champêtre de Talmont-sur-Gironde jusqu'en 1970.

La commune de Talmont-sur-Gironde est constituée à 99 % de territoires agricoles, des prairies pour l'essentiel. L'ensemble du territoire est classé en Zone de protection du patrimoine architectural, urbain et paysager (ZPPAUP) depuis le 2 avril 1998, afin de conserver au bourg un environnement d'eau et de marais.
Plusieurs espaces naturels de la commune sont protégés dans le cadre du réseau Natura 2000. Ainsi, 93 % du territoire communal est protégé par la directive habitats, tandis que 85 % l'est par la directive oiseaux.
De fait, la commune est incluse dans la zone de protection spéciale des Marais de la rive nord de l'estuaire de la Gironde, créée afin de protéger cette zone de halte migratoire et de reproduction de plusieurs espèces patrimoniales, parmi lesquelles figurent le Busard cendré, la Spatule blanche ou le Faucon pèlerin.
Les falaises de La Roche sont quant à elles classées zone naturelle d'intérêt écologique, faunistique et floristique (ZNIEFF) de type 1, et l'essentiel de la commune est classé en ZNIEFF de type 2.

## Urbanisme

### Typologie
Au 1er janvier 2024, Talmont-sur-Gironde est catégorisée commune rurale à habitat dispersé, selon la nouvelle grille communale de densité à 7 niveaux définie par l'Insee en 2022.
Elle est située hors unité urbaine et hors attraction des villes,.
La commune, bordée par l'estuaire de la Gironde, est également une commune littorale au sens de la loi du 3 janvier 1986, dite loi littoral. Des dispositions spécifiques d’urbanisme s’y appliquent dès lors afin de préserver les espaces naturels, les sites, les paysages et l’équilibre écologique du littoral, tel le principe d'inconstructibilité, en dehors des espaces urbanisés, sur la bande littorale des 100 mètres, ou plus si le plan local d’urbanisme le prévoit.

### Occupation des sols
L'occupation des sols de la commune, telle qu'elle ressort de la base de données européenne d’occupation biophysique des sols Corine Land Cover (CLC), est marquée par l'importance des territoires agricoles (24,2 % en 2018), une proportion identique à celle de 1990 (24,2 %). La répartition détaillée en 2018 est la suivante : 
eaux maritimes (68,1 %), prairies (12,1 %), terres arables (8,2 %), zones humides côtières (7,7 %), zones agricoles hétérogènes (3,9 %). L'évolution de l’occupation des sols de la commune et de ses infrastructures peut être observée sur les différentes représentations cartographiques du territoire : la carte de Cassini (XVIIIe siècle), la carte d'état-major (1820-1866) et les cartes ou photos aériennes de l'IGN pour la période actuelle (1950 à aujourd'hui).

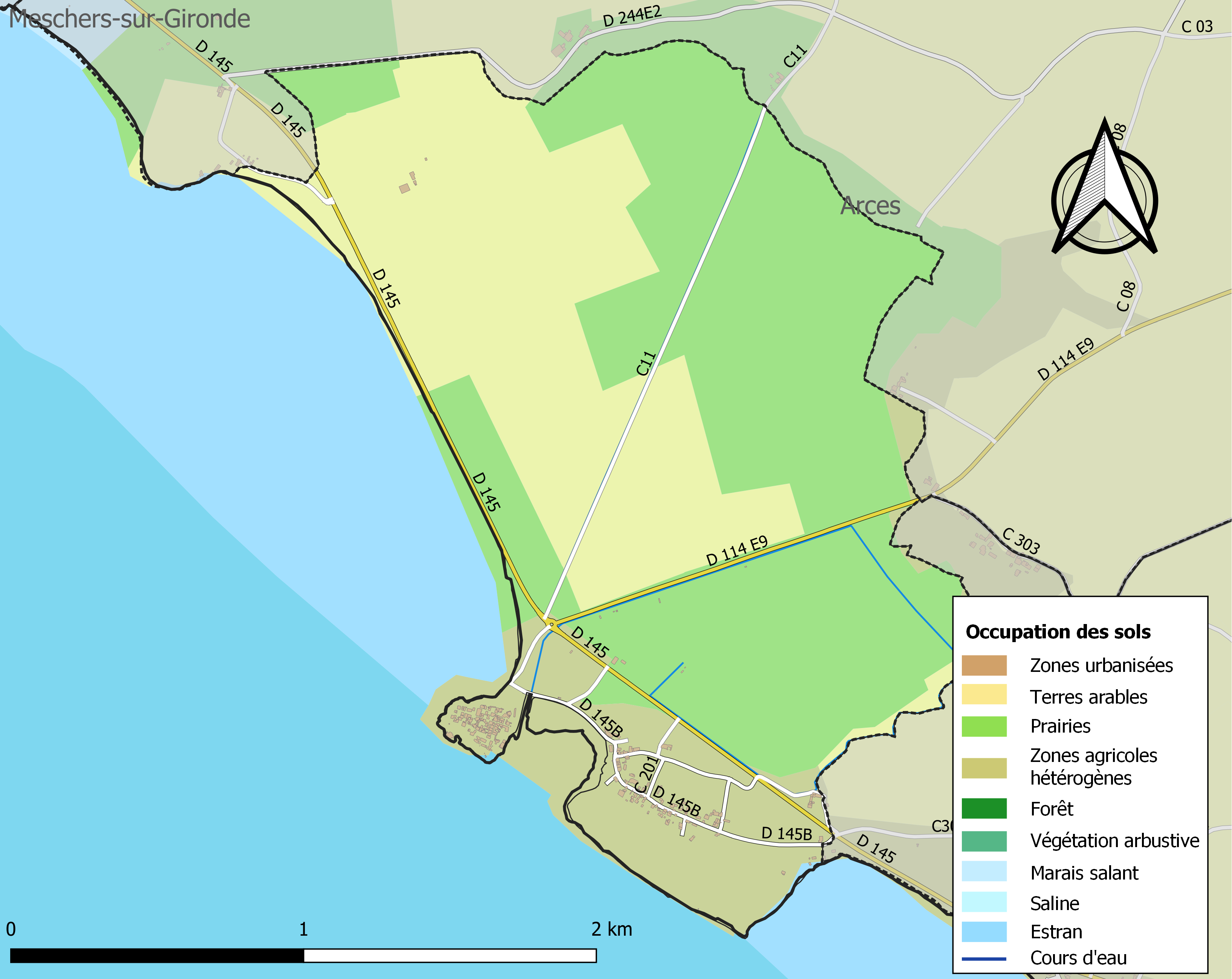
Carte des infrastructures et de l'occupation des sols de la commune en 2018 (CLC).

### Risques majeurs
Le territoire de la commune de Talmont-sur-Gironde est vulnérable à différents aléas naturels : météorologiques (tempête, orage, neige, grand froid, canicule ou sécheresse), inondations, mouvements de terrains et séisme (sismicité faible). Il est également exposé à un risque technologique, le transport de matières dangereuses. Un site publié par le BRGM permet d'évaluer simplement et rapidement les risques d'un bien localisé soit par son adresse soit par le numéro de sa parcelle.

#### Risques naturels
Certaines parties du territoire communal sont susceptibles d’être affectées par le risque d’inondation par débordement de cours d'eau et par submersion marine. La commune a été reconnue en état de catastrophe naturelle au titre des dommages causés par les inondations et coulées de boue survenues en 1982, 1993, 1999 et 2010,.

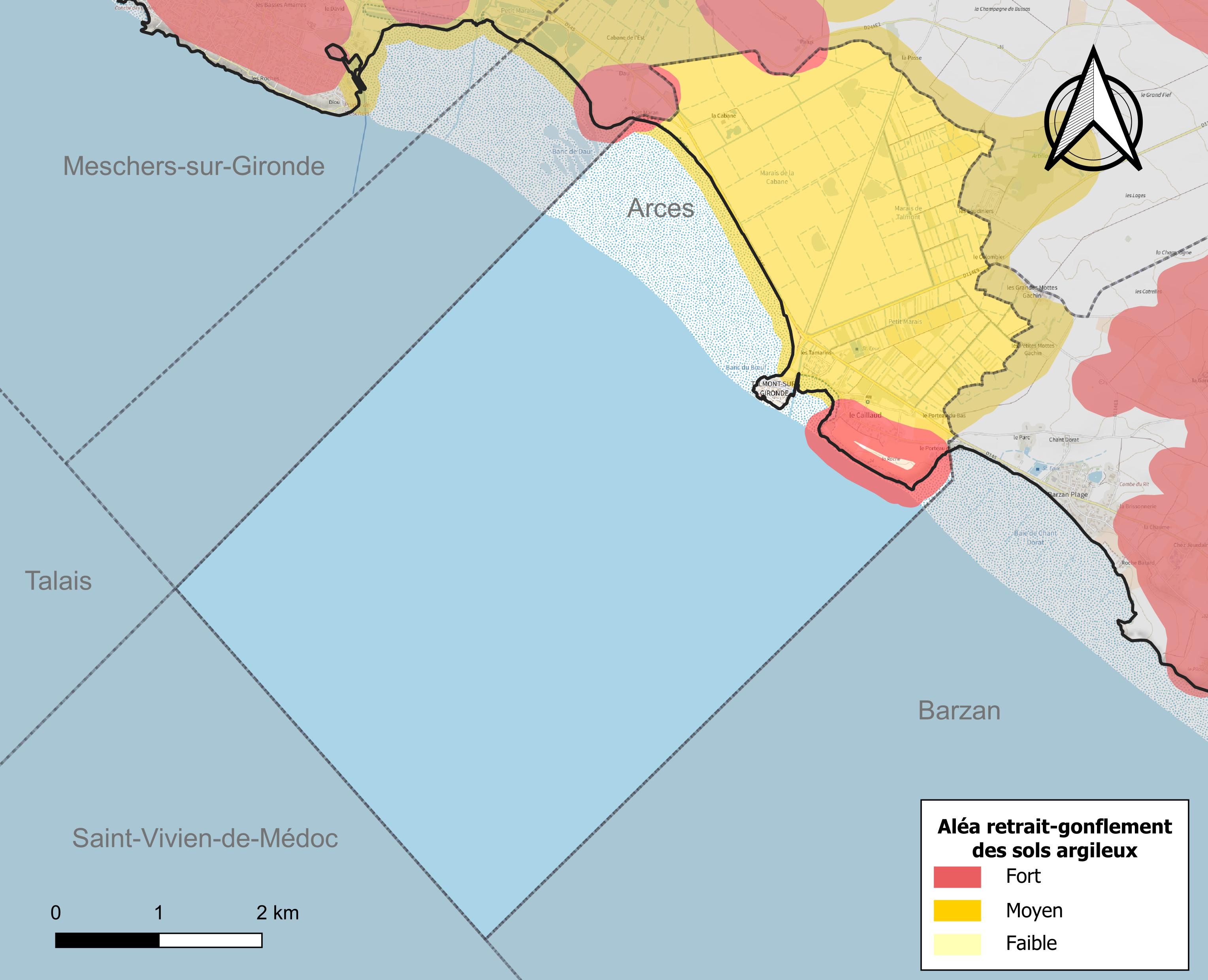
Carte des zones d'aléa retrait-gonflement des sols argileux de Talmont-sur-Gironde.

Les mouvements de terrains susceptibles de se produire sur la commune sont des tassements différentiels.
Le retrait-gonflement des sols argileux est susceptible d'engendrer des dommages importants aux bâtiments en cas d’alternance de périodes de sécheresse et de pluie. 25,2 % de la superficie communale est en aléa moyen ou fort (54,2 % au niveau départemental et 48,5 % au niveau national). Sur les 132 bâtiments dénombrés sur la commune en 2019, 79 sont en aléa moyen ou fort, soit 60 %, à comparer aux 57 % au niveau départemental et 54 % au niveau national. Une cartographie de l'exposition du territoire national au retrait gonflement des sols argileux est disponible sur le site du BRGM,.
Par ailleurs, afin de mieux appréhender le risque d’affaissement de terrain, l'inventaire national des cavités souterraines permet de localiser celles situées sur la commune.
Concernant les mouvements de terrains, la commune a été reconnue en état de catastrophe naturelle au titre des dommages causés par la sécheresse en 1989 et 1991 et par des mouvements de terrain en 1999 et 2010.

#### Risques technologiques
Le risque de transport de matières dangereuses sur la commune est lié à sa traversée par une ou des infrastructures routières ou ferroviaires importantes ou la présence d'une canalisation de transport d'hydrocarbures. Un accident se produisant sur de telles infrastructures est susceptible d’avoir des effets graves sur les biens, les personnes ou l'environnement, selon la nature du matériau transporté. Des dispositions d’urbanisme peuvent être préconisées en conséquence.

## Toponymie
Les textes anciens mentionnent indistinctement Talamundus, Talamone, Talamo du XIIe au XIVe siècle, puis Tallemond ou Talmond dans certains écrits du XVIIe.
Dans un rapport rédigé en 1699 par l'intendant de la généralité de La Rochelle Michel Bégon, ce dernier écrit que « Cette petite ville (Talmont) est ainsi nommée parce qu’elle est située sur une hauteur qui forme le talon ou la frontière de Saintonge ».
Cette étymologie est reprise en 1799 dans un ouvrage écrit par l'érudit saintais François-Marie Bourignon intitulé les Recherches topographiques historiques, militaires et critiques, sur les antiquités gauloises et romaines de la province de Saintonge ». L'auteur y indique que le village de Talmont tirerait son nom du latin talum mundi « talon du monde », du fait de sa situation de promontoire.
En réalité, ces hypothèses sont conjoncturelles et ne reposent pas sur l'étude systématique des formes anciennes, ni sur la connaissance des règles des changements phonétiques, qui n'ont été découvertes qu'au XIXe siècle par les premiers linguistes et appliquées à la toponymie par les spécialistes à partir de la fin du même siècle jusqu'à aujourd'hui. La forme *talum mundi doit comporter un astérisque, car elle n'est pas attestée et ne présente qu'une vague ressemblance avec les formes anciennes réellement mentionnées.
Selon les linguistes et les toponymistes, il peut s'agir d'un composé à partir de l'élément Tal-, bien identifié dans les langues celtiques, tal signifiant « front » (cf. breton tal « front »), dans un emploi imagé au sens de « pente » et qui a donné le mot talutium, d'où le mot français « talus », à moins d'y voir un élément pré-celtique, identifié par Albert Dauzat et Charles Rostaing au sens de « terre, argile » (reconnu dans Tallard, Tauves, Taloire).
Il a pu être effectivement associé au bas latin monte, basé sur l'accusatif montem, du latin classique mons (avec passage régulier de [t] à [d], lénition, et désinence -us, conséquence d'une latinisation médiévale), qui désigne parfois une colline ou un simple monticule. Cependant, vu la nature de la plupart des formes anciennes, il s'agit plutôt de -mon, d'origine gauloise également et second élément du composé *talamon- « front, surface » (celtique *talamu(n)). Il a subi l'attraction graphique (voire phonétique) des produits médiévaux en -mont. Même chose pour Talmont (Vendée Talamun XIe siècle) et Talamone, Toscane, qui correspond mot pour mot à une forme ancienne du XIIe siècle. Cette petite ville d'Italie est construite sur une presqu'île présentant une ressemblance topographique frappante avec Talmont.
Les mentions du type Talamundus sont sans doute liées à l'attraction de l'anthroponyme germanique Talamund que l'on retrouve dans Talmont (Vienne, Willelmus de Thalemundo en 1229, Talemont en 1309, Thalmont en 1458, Thallemond en 1547). Ce nom de personne d'origine germanique est généralement latinisé en Talamundus. On rencontre un Talamundus comme témoin, vers 1060, dans la région de Lusignan, ville située à 150 km de Talmont-sur-Gironde.
C'est un décret du 7 août 1996, publié au Journal Officiel le 10 août de la même année, qui attribue à Talmont la nouvelle appellation de Talmont-sur Gironde.

## Histoire

### Antiquité
L'occupation du site pourrait remonter à l'antiquité, la présence d'un hameau plus ou moins dépendant de l'importante métropole romaine de Novioregum étant une hypothèse envisageable. En 1876, une équipe menée par l'historien local Eutrope Jouan identifie un massif de maçonnerie gallo-romain dans le centre du village.

De fait, les indices retrouvés jusqu'à présent laissent à penser que c'est après l'abandon de Novioregum que Talmont commence à prendre de l'importance, les vestiges de la métropole antique toute proche servant de carrière de pierre à l'embryon du village actuel. Cette thèse est accréditée par la découverte de trois fûts de colonnes romaines dans l'église en 1888.

### Une bastide anglaise

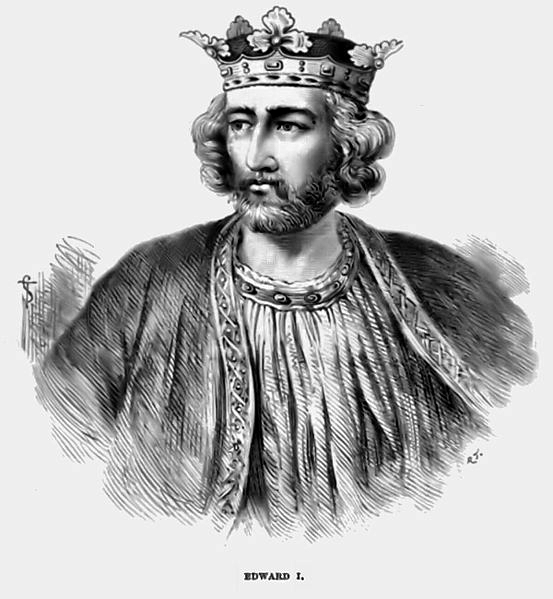
Édouard Ier, roi d'Angleterre et duc d'Aquitaine, fondateur de la ville en 1284.

Durant le haut Moyen Âge, Talmont devient un poste militaire, puis une seigneurie, sous le nom de Talamo. Celle-ci est acquise en 1284 par Édouard Ier d’Angleterre, duc d'Aquitaine, qui la fait fortifier, créant ainsi une ville close au plan comparable aux bastides qui fleurissent alors dans tout le sud-ouest de la France. De là le plan en damier, dans lequel les rues se coupent à angle droit afin de faciliter la défense et rendre plus difficile une éventuelle intrusion de l'ennemi. La tradition rapporte qu'il s'inspire pour cette entreprise du plan de la ville de Winchelsea, une place forte de l'est du Sussex, en Angleterre.
Dès cette époque, la ville est également entourée de remparts, dont il est encore possible de voir quelques vestiges au-delà de l'église. Ainsi par exemple, celui d'un pan de mur au bord de la falaise, qui est l'unique vestige d'une tour carrée baptisée « tour Blanche ».
Durant la guerre de Cent Ans, Talmont est âprement disputée entre Français et Anglais.
Place forte militaire importante, Talmont est aussi un lieu de pèlerinage sur la route de Saint-Jacques-de-Compostelle. Après avoir fait leurs dévotions à sainte Radegonde, la sainte patronne de l'église, les pèlerins pouvaient choisir, soit de traverser l'estuaire de la Gironde pour rejoindre la basilique de Soulac, soit de continuer leur périple en passant par Blaye et Bordeaux.
En 1339, Philippe VI érige les domaines de Talmont et l'île d'Oléron en comté, confiés à Louis de la Cerda dit Louis d'Espagne, avec mission de les défendre contre le roi d'Angleterre.

Talmont retourne donc à la couronne de France au XIVe siècle. Les textes anciens mentionnent un Mondisson la Chassaigne comme gouverneur de la ville, lequel est remplacé en 1410 par Renaud VI de Pons sur l'ordre du prince Louis de Guyenne, fils du roi Charles VI. Dans une lettre dûment scellée, le prince de Guyenne fait parvenir la nouvelle en Saintonge : 
«  Nostre cher et feal cousin, messire Regnault, seigneur de Ponts, ycelui avons aujourd'uy fait, ordonné et establi et par la teneur de ces presentes, faisons, ordonnons et establissons garde et cappitaine (sic) de nostre ville et forteresse de Talemond sur Gironde (…)  »
En 1440, le roi Charles VII fait don de la viguerie de Talmont à l'amiral Prigent de Coëtivy.

### Le temps des troubles

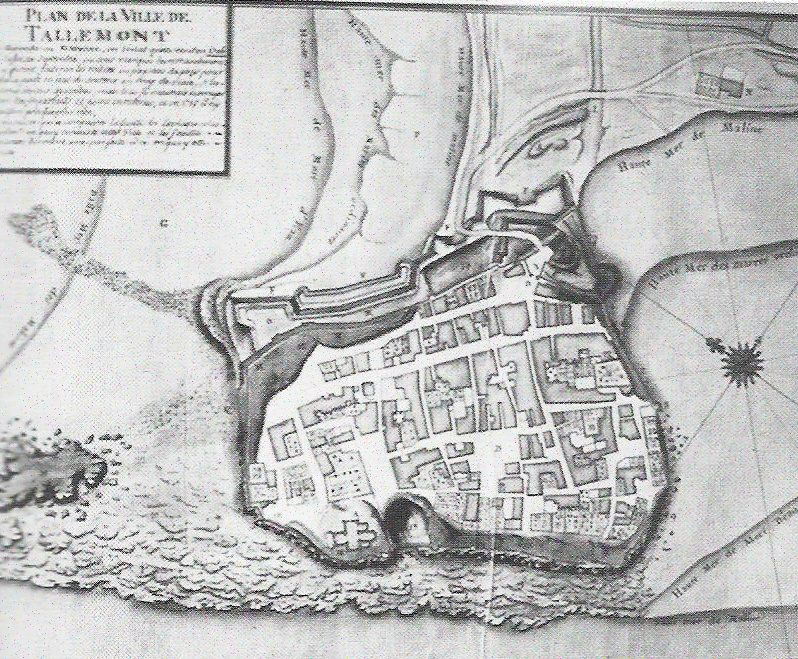
Plan des fortifications de la bastide de « Tallemont » en 1706
(œuvre de l'ingénieur et cartographe royal Claude Masse).

Durant les Guerres de religion, alors qu'une grande partie de la région passe à la réforme, les Talmonais restent en majorité fidèles au catholicisme.
La ville est prise par les armées calvinistes au printemps 1563, mais repasse dans le camp catholique peu après. L'année suivante, des mercenaires basques pillent les villes de Talmont et de Cozes avant de se retirer.

Cependant, à défaut de l'être par la force, la ville est prise par la ruse. En 1574, alors que le carnaval bat son plein, des soldats huguenots déguisés parviennent à pénétrer la forteresse, ouvrant les portes à leurs coreligionnaires. Durant deux ans, la ville reste aux mains du parti protestant, avant que la paix de Beaulieu ne la fasse de nouveau passer aux mains des catholiques.

Le 11 novembre 1611, Gilles du Breuil, seigneur de Théon, vient prendre le commandement de la place au nom du comte de Jonzac, lieutenant-général du roi en Saintonge. Il en informe le maire de la ville, Nicollas Detaste, en présence d'un notaire et des curés de Talmont, Arces et Médis. 
En 1652, lors de la Fronde des Princes, des troupes espagnoles alliées aux frondeurs occupent la ville dont ils détruisent la plupart des défenses avant de l'évacuer : 
« Les espagnols qui estoyent dans Talmont ayant appris que le rendés-vous (sic) de toute l'armée du Roy y estoyt au mercredy suivant, l'abandonnèrent et mirent en partant le feu dans la tour (…) »
Des textes anciens donnent pour premier ministre du culte protestant le pasteur Des Chauves, lequel exerce ses fonctions à Talmont vers 1576. La relative tolérance à l'égard des religionnaires se heurte cependant bien vite à la politique de contre-réforme menée par le roi Louis XIII et poursuivie par son successeur Louis XIV. L'exercice du culte est officiellement interdit en 1682, soit trois ans avant la promulgation de l'édit de Fontainebleau par lequel le roi révoque officiellement l'édit de Nantes. L'arrêt de 1682 consacre le début de la période dite de « l'église du désert » qui se traduit par des prêches clandestins, souvent dans des granges transformées en « maisons d'oraison », parfois sur des bateaux.

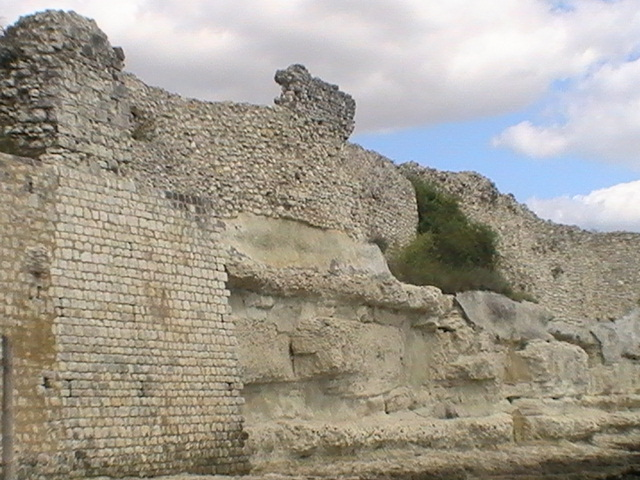
Vestiges des remparts, repérés en 1706 par Claude Masse.

À la fin du XVIIe siècle, la ville appartient à la Généralité de La Rochelle. Elle est une enclave relevant de l'élection de Marennes. Lorsqu'il rédige son mémoire en 1699, l'intendant Michel Bégon indique que les paroisses de la « châtellenie de Talmont » sont abonnées à hauteur de 1450 livres, au bénéfice de Julie de Sainte-Maur, fille du duc de Montausier Charles de Sainte-Maur, décédé en 1690. Les abords de la ville produisent alors principalement blé, vin et foin.
Quelques années plus tard, Julie de Sainte-Maur épouse Emmanuel de Crussol, duc d'Uzès, lequel préside alors aux destinées de la place forte.
Les fortifications de la ville ayant été endommagées lors des conflits successifs, la réparation des remparts est confiée en 1706 à l'ingénieur Claude Masse. Dans ses mémoires, ce dernier décrit la cité comme : « Une peine insule qui a esté autrefois d'assée bonnes murailles mais a present presqu'toutes ruynées sur tout celles du costé de l'oüeste et du sud »
Une batterie de six « meschants canons » est placée pour protéger les côtes. Cependant, faute de moyens, les travaux ne sont pas conduits à leur terme.

### Un port de pêche et de commerce

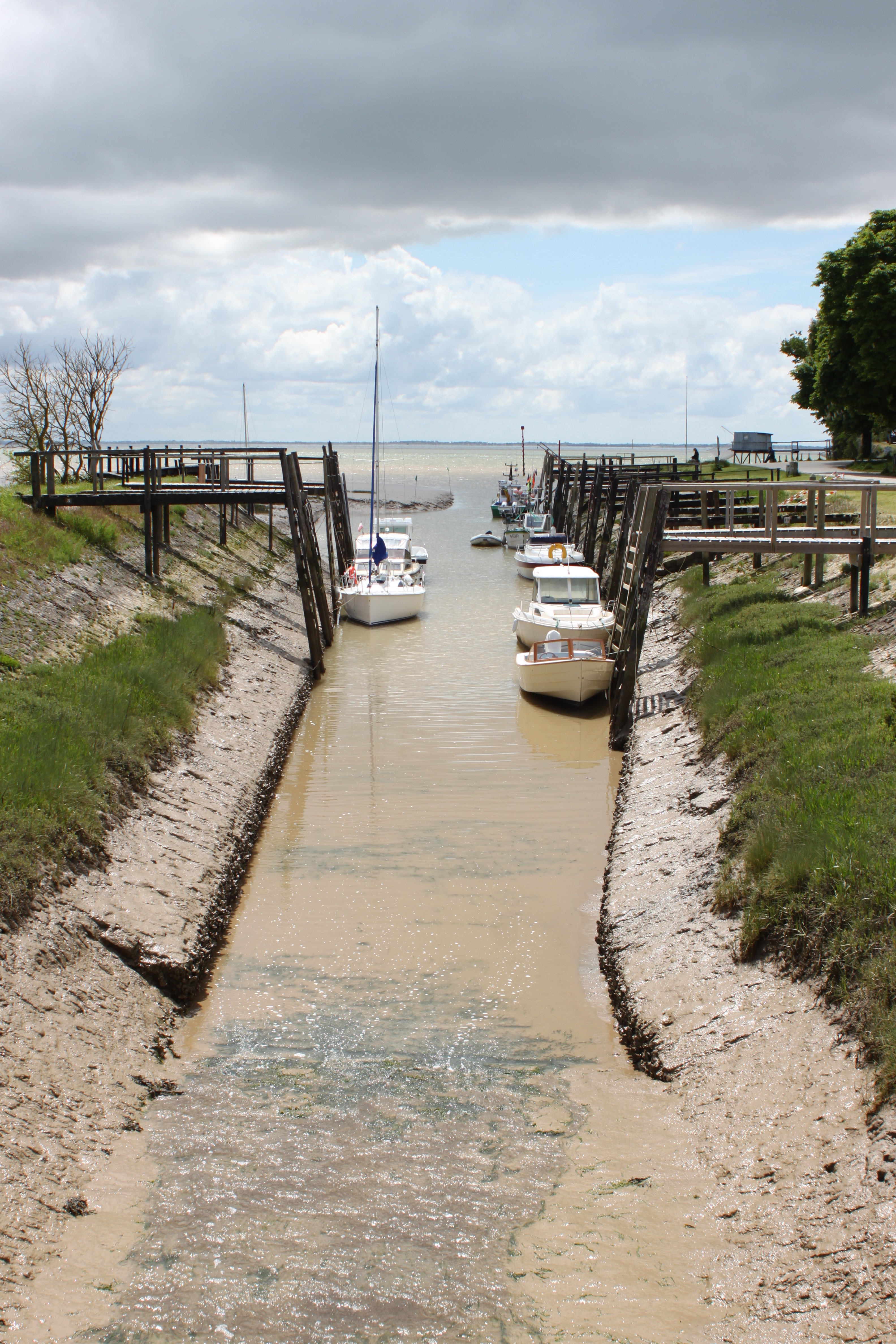
Le port, à marée basse.

Durant les XVIIIe et XIXe siècles, Talmont est un bourg relativement prospère, vivant principalement de son port de commerce. De nombreux bateaux en route vers Bordeaux s'arrêtent dans son port. La plupart des maisons médiévales sont reconstruites, sans pour autant remettre en cause le plan en damier d'origine.
Tentant de réorganiser la défense des côtes charentaises, l'empereur Napoléon Ier envoie en mission à Talmont l'un de ses officiers d'ordonnance, le capitaine Christin. Dans une missive datée du 14 septembre 1811, l'empereur confie à son officier la tâche de reconnaître les rades de Talmont et de Jau afin d'étudier la possibilité d'y mettre à l'abri des vaisseaux.

### Talmont et les deux guerres mondiales

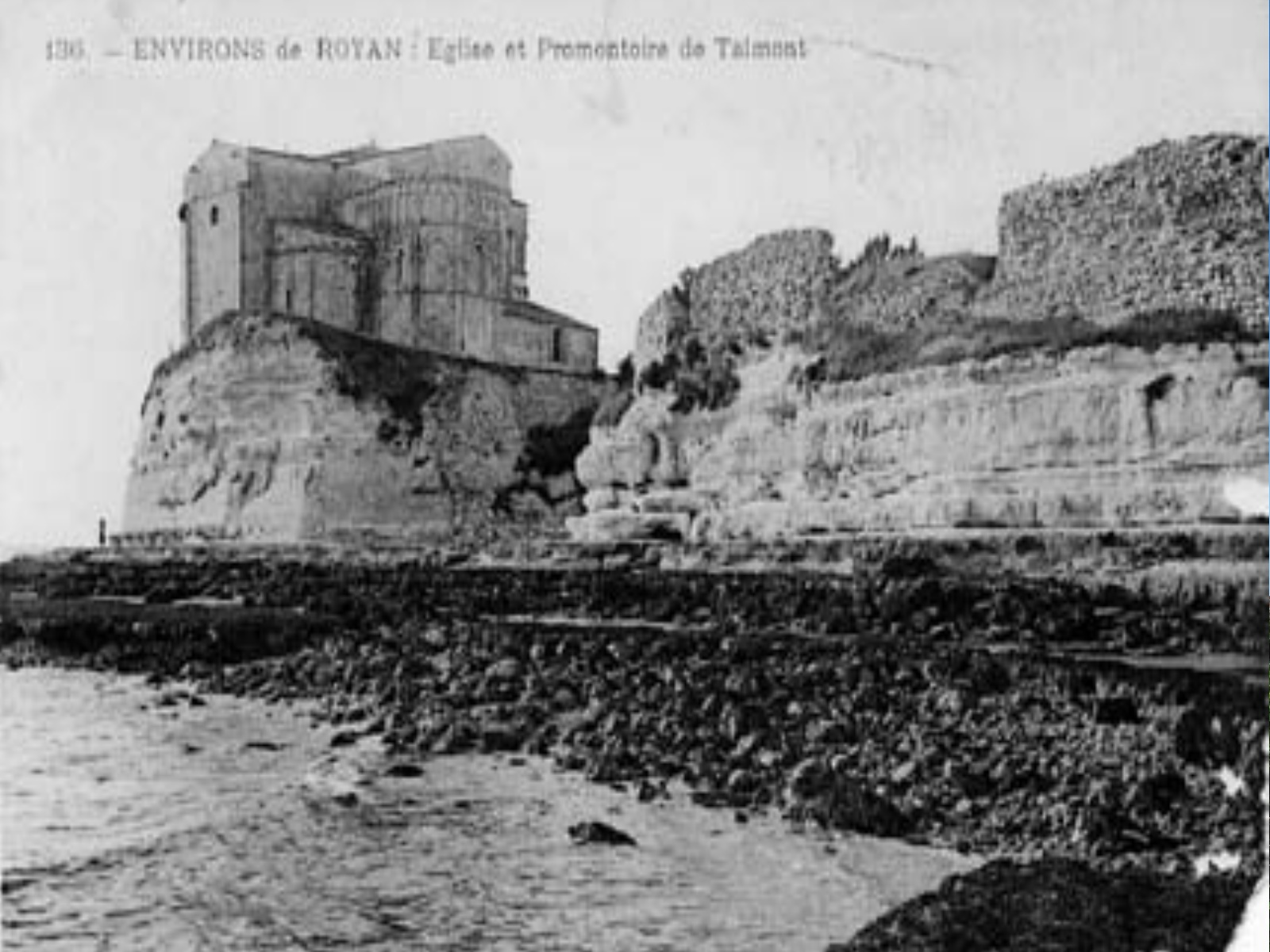
L'église et les remparts de Talmont-sur-Gironde en 1920.

Pendant la Grande Guerre, en 1917, les Américains choisissent le site de Talmont pour aménager un port militaire destiné au transbordement du matériel nécessaire à leurs troupes. Les travaux préliminaires sont réalisés en juillet 1917 : ainsi est dynamité le « rocher du sphinx », un îlot situé à l'ouest de l'église que l'érosion avait façonné depuis plusieurs siècles. Une voie ferrée est mise en chantier, tandis que 6 000 hommes du génie maritime américain et 1 500 prisonniers de guerre allemands sont logés dans des baraquements en dehors du village.
L'armistice de 1918 a beau sembler sonner le glas de cette entreprise, l'idée d'aménager un port industriel refait surface quelques années plus tard. Plusieurs délégations ministérielles se rendent dans le village entre 1923 et 1924 à l'invitation du maire Paul Métadier afin d'étudier la possibilité de créer l'avant-port de Bordeaux à Talmont.
Chantre du modernisme, le peintre Gaston Balande imagine le futur du village avec enthousiasme :
« Le ciel sera sillonné d'innombrables fils, de pylônes, de cheminées ; d'énormes lampes à arc jetteront d'éblouissant éclairs de lumière brutale là où jadis, les maigres lumières pâlottes du village troublaient à peine l'opacité de la nuit. »
Une « société des entrepôts et ports de Talmont », dont le siège est à Paris, est créée dans le même temps. Seul le spectre de la guerre avec l'Allemagne freine le projet, lequel est gelé à la fin des années 1930.
Le 10 juin 1940, le cargo à vapeur Amiénois, tout juste rendu au service civil après avoir été brièvement réquisitionné pour participer à la campagne de Norvège — durant laquelle il a gagné  la croix de guerre — quitte le port du Havre menacé par l'envahisseur allemand. On charge en toute hâte des effets de toutes sortes, allant des spiritueux aux uniformes militaires, en passant par une batterie de canons antiaériens de 90 mm toute neuve. À cela s'ajoutent de nombreux réfugiés, embarqués au Havre ou recueillis ultérieurement lors d'une escale à Cherbourg. Des avaries causées par un accrochage avec un navire militaire nécessitent leur débarquement à Brest, tandis que l'Amiénois poursuit sa route vers le sud.
Le 16 juin, le navire fait halte au port du Verdon, avant d'entamer sa remontée de la Gironde trois jours plus tard. Arrivé à Pauillac en fin de journée, l'équipage se voit refuser le droit de débarquer les canons, l'appontement n'étant pas jugé assez solide pour supporter le poids de ces pièces d'artillerie. De ce fait, le navire reprend son chemin en direction de Bordeaux, où il arrive le lendemain. L'imminence de la défaite induit une désorganisation totale et une succession d'ordres contradictoires que seule vient interrompre la signature de l'armistice. L'équipage refusant de quitter la France, il est interné, de même que son commandant, le capitaine Avril, et remplacé par un équipage militaire placé sous le commandement du lieutenant de vaisseau Farcy. Quittant le port de Bordeaux dans la soirée, le navire est sabordé à hauteur de Talmont le 25 au petit matin. Durant tout l'été, des fûts de rhum et de porto vont s'échouer sur les côtes charentaises et médoquines.
En 1942 et 1943, l’occupant tente vainement de récupérer les canons.
Après-guerre, les hunes de mâts émergeant de l'eau servent d'abri à des colonies de cormorans, avant que l'épave ne soit malmenée par plusieurs tempêtes dans les années 1980.
De nos jours, seules quelques parties de l'épave sont encore visibles. Bien que située hors du chenal de grande navigation, son caractère potentiellement dangereux pour les plaisanciers et les pêcheurs a nécessité la mise en place d'une bouée cardinale Nord afin qu'elle n'entrave pas la circulation des navires remontant l'estuaire.

### Talmont aujourd'hui

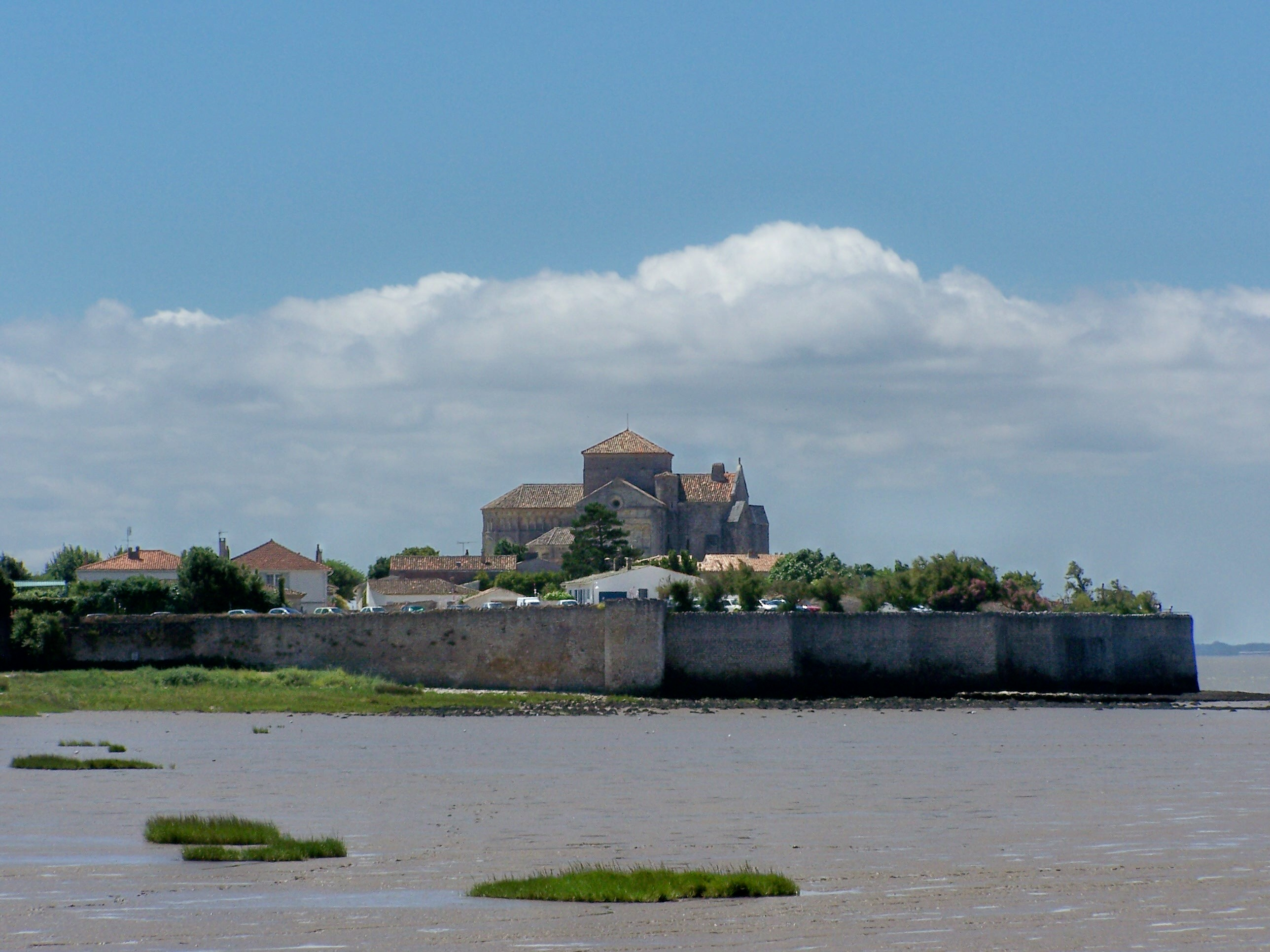
L'ancienne bastide de Talmont, entourée par les flots de l'estuaire.

Au début de l'année 1990, le conseil général lance une vaste consultation concernant la construction d'un viaduc reliant les deux rives de l'estuaire. Le projet initial prévoyant un pont de 11 kilomètres entre Arces et Talais, une association baptisée Les amis de Talmont se place d'emblée en tête des opposants au viaduc, surnommé par dérision « l'éléphant blanc ».
Le 2 août 1990, le conseil municipal refuse à l'unanimité de cautionner le projet, tout en acceptant quelques jours plus tard d'adhérer au « Syndicat mixte pour le pont sur la Gironde ».

Devant la levée de boucliers suscitée par le projet, celui-ci est finalement gelé ultérieurement.
Le 31 octobre 2003, un violent orage touche la région. Un éclair frappe la croix surmontant la façade de l'église, occasionnant quelques dégâts matériels.

## Politique et administration

### Administration municipale
De 1789 à 1799, en vertu de la loi du 14 décembre 1789, les agents municipaux (maires) sont élus au suffrage direct pour 2 ans et rééligibles, par les citoyens actifs de la commune âgés d'au moins 25 ans, contribuables payant une contribution au moins égale à 3 journées de travail dans la commune. Sont éligibles ceux qui paient un impôt équivalent au moins à dix journées de travail.

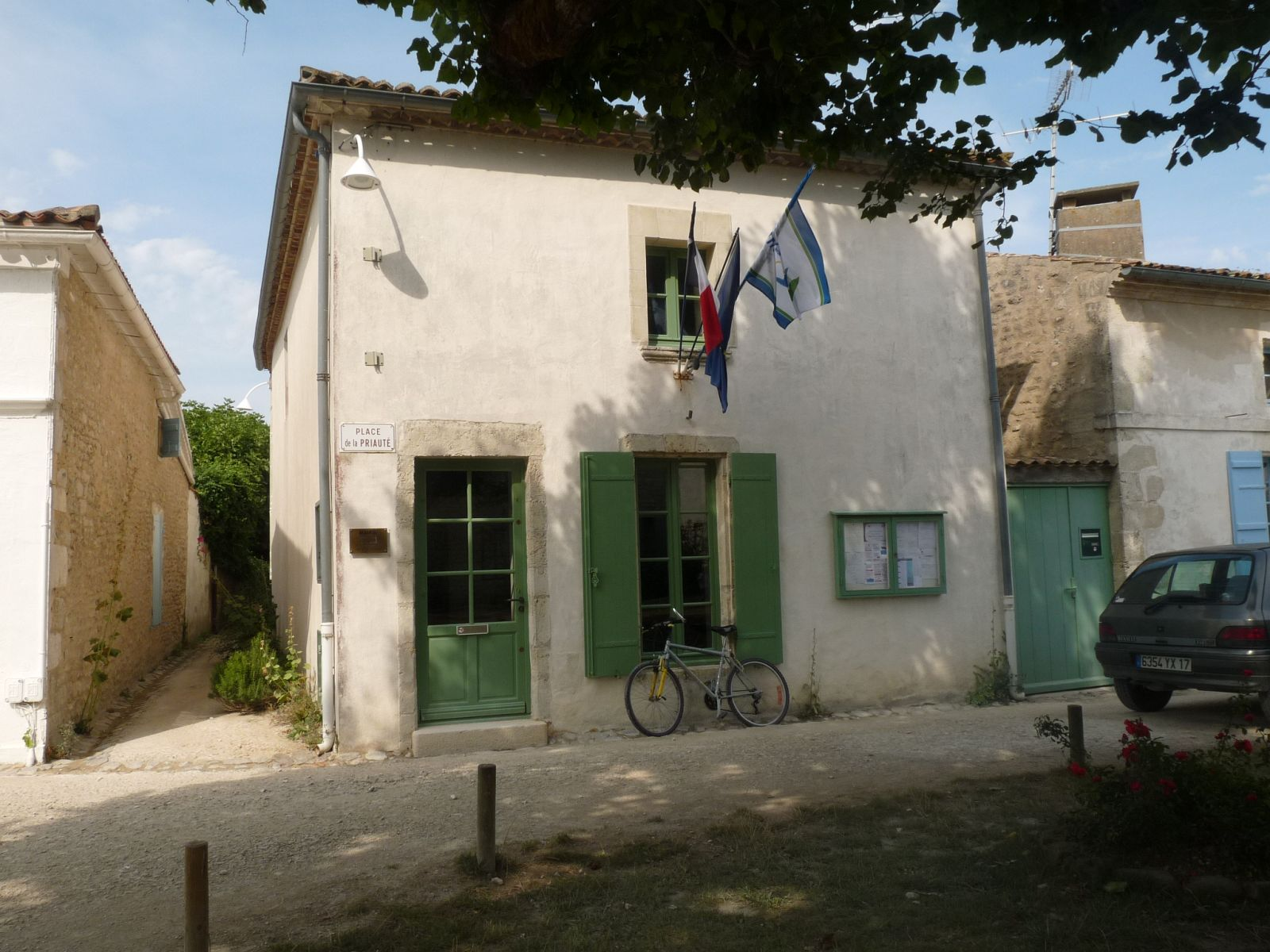
La mairie de Talmont.

De 1799 à 1848, La constitution du 22 frimaire an VIII (13 décembre 1799) revient sur l’élection du maire, les maires sont nommés par le préfet pour les communes de moins de 5 000 habitants. La Restauration instaure la nomination des maires et des conseillers municipaux. Après les lois organiques 1831, les maires sont nommés (par le roi pour les communes de plus de 3 000 habitants, par le préfet pour les plus petites), mais les conseillers municipaux sont élus au suffrage censitaire pour six ans.
Du 3 juillet 1848 à 1851, les maires sont élus par le conseil municipal pour les communes de moins de 6 000 habitants.
De 1851 à 1871, les maires sont nommés par le préfet, pour les communes de moins de 3 000 habitants et pour 5 ans à partir de 1855. Après 1871, les maires sont de nouveau élus, sauf dans les chefs-lieux (de départements, d'arrondissements ou de cantons).
Ce n'est que le 28 mars 1882, qu'une loi sur l’organisation municipale (encore en vigueur) est votée, et qui régit le principe de l'élection du maire et des adjoints par le conseil municipal, quelle que soit l'importance de la commune (sauf pour Paris). La loi du 5 avril 1884 fixe le mandat à quatre ans, durée portée le 10 avril 1929 à six ans.
De par sa taille, la commune dispose d'un conseil municipal de 9 membres (article L2121-2 du Code général des collectivités territoriales).
Les élections municipales de 2008 ont conduit à l'élection de François Lo Duca au poste de maire de la commune.

### Région
À la suite de la réforme administrative de 2014 ramenant le nombre de régions de France métropolitaine de 22 à 13, la commune appartient depuis le 1er janvier 2016 à la région Nouvelle-Aquitaine, dont la capitale est Bordeaux. De 1972 au 31 décembre 2015, elle a appartenu à la région Poitou-Charentes, dont le chef-lieu était Poitiers.

### Canton
Le village de Talmont-sur-Gironde appartient au canton de Saintonge Estuaire. Elle est la plus petite commune du canton après Saint-Romain-sur-Gironde.

### Intercommunalité
Talmont-sur-Gironde appartient à la communauté d'agglomération Royan Atlantique, laquelle regroupe 33 communes de la région royannaise.

### Tendances politiques
L'analyse du résultat des élections présidentielles de 2007 laisse apparaître une forte inclinaison des électeurs vers la droite : totalisant 75,27 % des suffrages, le candidat de l'UMP Nicolas Sarkozy obtient ainsi des résultats sensiblement supérieurs à la moyenne régionale (48,74 %), départementale (51,93 %) ou nationale (53,06 %).
Après avoir obtenu 47,96 % des suffrages lors du premier tour des élections le 22 avril 2007, loin devant ses adversaires du MoDem François Bayrou (21,43 %) et de la socialiste Ségolène Royal (9,18 %), il consolide encore sa position au second tour, obtenant 75,27 % des suffrages exprimés, soit un total de 70 voix sur 98 votants. Parallèlement, Ségolène Royal totalisait 23 bulletins en sa faveur, tandis que 5 bulletins étaient décomptés comme blanc ou nuls.
Résultats du second tour des élections présidentielles de 2007 et 2002 :
- élection présidentielle de 2007 : 75,27 % pour Nicolas Sarkozy (UMP), 24,73 % pour Ségolène Royal (PS). Participation : 91,59 %[62].
- élection présidentielle de 2002 : 90,00 % pour Jacques Chirac (RPR), 10,00 % pour Jean-Marie Le Pen (FN). Participation : 81,37 %[63].

Résultats des élections législatives de 2007 et 2002 :
- élections législatives de 2007 : 69,74 % pour Dominique Bussereau (UMP), 13,16 % pour Régine Joly (PS). Participation : 71,03 %[64]
- élections législatives de 2002 : 60,00 % pour Dominique Bussereau (RPR), 14,55 % pour Philippe Callaud (PRG). Participation : 53,92 %[65]

Résultats des élections régionales de 2004
- élections régionales de 2004 : 63,49 % pour UMP, 28,57 % pour Ségolène Royal (PS). Participation : 63,00 %[66]

### Politique environnementale
Dans son palmarès 2024, le Conseil national de villes et villages fleuris de France a attribué deux fleurs à la commune.

## Démographie
Talmont-sur-Gironde est une commune rurale située en marge de l'aire urbaine de Royan et intégrée à un bassin de vie faiblement autonome centré sur la ville de Cozes.
La population de la commune s'élève à 79 habitants en 2006 (source Insee), soit une densité de population de 18 habitants au kilomètre carré.
La population communale est estimée à 444 habitants lors du recensement de 1793. Restée relativement stable dans le premier quart du XIXe siècle, elle s'établit à 439 habitants en 1821. Le recensement de 1831 laisse entrevoir les premiers effets de l'exode rural, lequel conduit à une décroissance démographique constante depuis lors. En 1901, la commune ne compte plus que 179 habitants, ce chiffre passant à 120 au sortir de la seconde guerre mondiale. En 1975, la population passe pour la première fois sous la barre des 100 habitants pour atteindre 79 habitants en 1982. Après une brève période de croissance très modérée à partir de 1990, la population atteignant alors 83 habitants, la publication des statistiques de 2006 indique une nouvelle baisse de la population, laquelle est désormais de 79 habitants, faisant de la commune l'une des moins peuplées du canton de Cozes et de la communauté d'agglomération Royan atlantique.
Les statistiques publiées en 1999 par le ministère du logement et de la ville indiquent une part des moins de 25 ans dans la population de l'ordre de 15,7 %, tandis que celle des non-diplômés atteint 15,1 %.

La part des étrangers dans la population est relativement faible : elle est actuellement de l'ordre de 1,2 %.

### Évolution de la population
L'évolution du nombre d'habitants est connue à travers les recensements de la population effectués dans la commune depuis 1793. Pour les communes de moins de 10 000 habitants, une enquête de recensement portant sur toute la population est réalisée tous les cinq ans, les populations de référence des années intermédiaires étant quant à elles estimées par interpolation ou extrapolation. Pour la commune, le premier recensement exhaustif entrant dans le cadre du nouveau dispositif a été réalisé en 2007.

En 2022, la commune comptait 83 habitants, en évolution de −18,63 % par rapport à 2016 (Charente-Maritime : +4,04 %, France hors Mayotte : +2,11 %).
| 1793 | 1800 | 1806 | 1821 | 1831 | 1836 | 1841 | 1846 | 1851 |
| ---- | ---- | ---- | ---- | ---- | ---- | ---- | ---- | ---- |
| 444  | 409  | 360  | 439  | 388  | 389  | 351  | 378  | 377  |

| 1856 | 1861 | 1866 | 1872 | 1876 | 1881 | 1886 | 1891 | 1896 |
| ---- | ---- | ---- | ---- | ---- | ---- | ---- | ---- | ---- |
| 288  | 261  | 253  | 215  | 208  | 236  | 238  | 216  | 183  |

| 1901 | 1906 | 1911 | 1921 | 1926 | 1931 | 1936 | 1946 | 1954 |
| ---- | ---- | ---- | ---- | ---- | ---- | ---- | ---- | ---- |
| 179  | 185  | 142  | 120  | 124  | 106  | 134  | 120  | 159  |

| 1962 | 1968 | 1975 | 1982 | 1990 | 1999 | 2006 | 2007 | 2012 |
| ---- | ---- | ---- | ---- | ---- | ---- | ---- | ---- | ---- |
| 128  | 115  | 92   | 79   | 83   | 83   | 79   | 78   | 103  |

| 2017 | 2022 | - | - | - | - | - | - | - |
| ---- | ---- | - | - | - | - | - | - | - |
| 100  | 83   | - | - | - | - | - | - | - |

### Pyramide des âges
La population de la commune est relativement âgée.
En 2018, le taux de personnes d'un âge inférieur à 30 ans s'élève à 17 %, soit en dessous de la moyenne départementale (29 %). À l'inverse, le taux de personnes d'âge supérieur à 60 ans est de 50 % la même année, alors qu'il est de 34,9 % au niveau départemental.
En 2018, la commune comptait 47 hommes pour 53 femmes, soit un taux de 53 % de femmes, légèrement supérieur au taux départemental (52,15 %).
Les pyramides des âges de la commune et du département s'établissent comme suit.
| Hommes | Classe d’âge | Femmes |
| ------ | ------------ | ------ |
| 2,1    | 90 ou +      | 1,9    |
| 10,6   | 75-89 ans    | 15,1   |
| 36,2   | 60-74 ans    | 34,0   |
| 17,0   | 45-59 ans    | 28,3   |
| 12,8   | 30-44 ans    | 7,5    |
| 6,4    | 15-29 ans    | 7,5    |
| 14,9   | 0-14 ans     | 5,7    |

| Hommes | Classe d’âge | Femmes |
| ------ | ------------ | ------ |
| 1,1    | 90 ou +      | 2,6    |
| 10,1   | 75-89 ans    | 12,6   |
| 22     | 60-74 ans    | 23,2   |
| 20,1   | 45-59 ans    | 19,7   |
| 16,1   | 30-44 ans    | 15,6   |
| 15,2   | 15-29 ans    | 12,7   |
| 15,4   | 0-14 ans     | 13,6   |

## Économie

Les vignobles de la commune servent à la production de Cognac. Ils sont classés dans les « bons bois ».

L'économie communale est longtemps marquée par la pêche, l'agriculture et la viticulture. En 1835, la municipalité fait ériger les quais de pierre et les pontons de bois du port de pêche, qui sert d'abri aux nombreuses yoles qui sillonnent l'estuaire de la Gironde. C'est la grande époque de la pêche au maigre, un poisson à chair ferme pouvant atteindre 60 kilos et dont l'une des zones de reproduction est le banc des marguerites, au cœur de l'estuaire. Les pêcheurs à pied récoltent « chancres » (crabes), « jhambes » (berniques) ou « boucs » (crevettes) qu'ils s'en vont revendre sur les marchés de Cozes ou de Meschers-sur-Gironde.
À la même époque, quelques familles de viticulteurs prospèrent grâce à la culture de la vigne, laquelle sert à la production de l'eau de vie de Cognac (la commune est toujours classée dans les « Bons bois ») ou à son dérivé, le pineau. Une distillerie érigée dans le faubourg du Caillaud témoigne de cette activité qui se perpétue de nos jours. De même, des vins de pays charentais sont produits dans la commune sous le nom de « Vins du Talmondais ».
Les années 1920 voient les débuts de la pêche intensive du « créa » (esturgeon), poisson auquel les œufs donnent toute sa valeur : c'est le début de la production du caviar de gironde, dont l'une des capitales est Saint-Seurin d'Uzet. Talmont devient un centre de production de ce mets recherché et ce n'est pas sans fierté que la presse locale annonce la capture à Talmont d'un esturgeon de 300 kilos le 17 avril 1944 : ce dernier contenait à lui seul 80 kilos de caviar. Cette activité est mise à mal par la surpêche et en 1982, les autorités interdisent pour de bon la pêche de ce poisson.
Parallèlement à ces activités, le tourisme prend une place de plus en plus importante dans l'économie communale. Dès la fin du XIXe siècle, des écrivains comme Émile Zola viennent découvrir le village. Talmont devient un lieu d'excursion pour les membres de la haute-société en villégiature à Royan. C'est cependant dans le courant des années 1960 qu'une grande campagne de restauration est entamée dans le village à l'instigation du ministre de la culture d'alors, André Malraux, et que Talmont entame sa reconversion en village touristique et artisanal.

### Emploi
La commune est au cœur d'un bassin d'emploi particulièrement attractif, la zone d'emploi de Royan (issue de la partition de l'ancienne zone d'emploi Saintonge maritime, qui regroupait de nombreuses communes du Pays Rochefortais, du Pays Marennes-Oléron et du Pays Royannais), forte de 27 753 emplois en 2008. La zone d'emploi de Royan est, avec celle de La Rochelle, la plus dynamique de l'ex-région Poitou-Charentes, toutes deux profitant « d'un tissu économique et d'une démographie dynamiques » (Insee). La croissance y est particulièrement soutenue, du fait du développement des activités tertiaires.
La population active de la commune était estimée à 36 personnes sur un total de 79 habitants en 1999, soit un taux d'activité des personnes âgées de 20 à 59 ans de 85 % (82,2 % dans le reste de l'hexagone à cette date). Les actifs formaient 43,4 % de la population, suivis des retraités (38,6 %) et des jeunes scolarisés (9,6 %).
Parmi les actifs, quatre catégories socio-professionnelles dominaient : les commerçants et les artisans (33,3 %) et les employés (33,3 %) arrivaient ex æquo en tête des actifs, suivis par les professions intermédiaires (16,7 %) et les ouvriers (16,7 %), ex æquo eux aussi, qui fermaient la marche. Les cadres ou les agriculteurs ne sont plus représentés.
En 1999, le taux de chômage était inférieur au reste de l'hexagone, soit 11,1 % contre 12,9 % au niveau national. Sur les 79 habitants de la commune, 4 étaient ainsi à la recherche d'un emploi à cette date.

### Immobilier

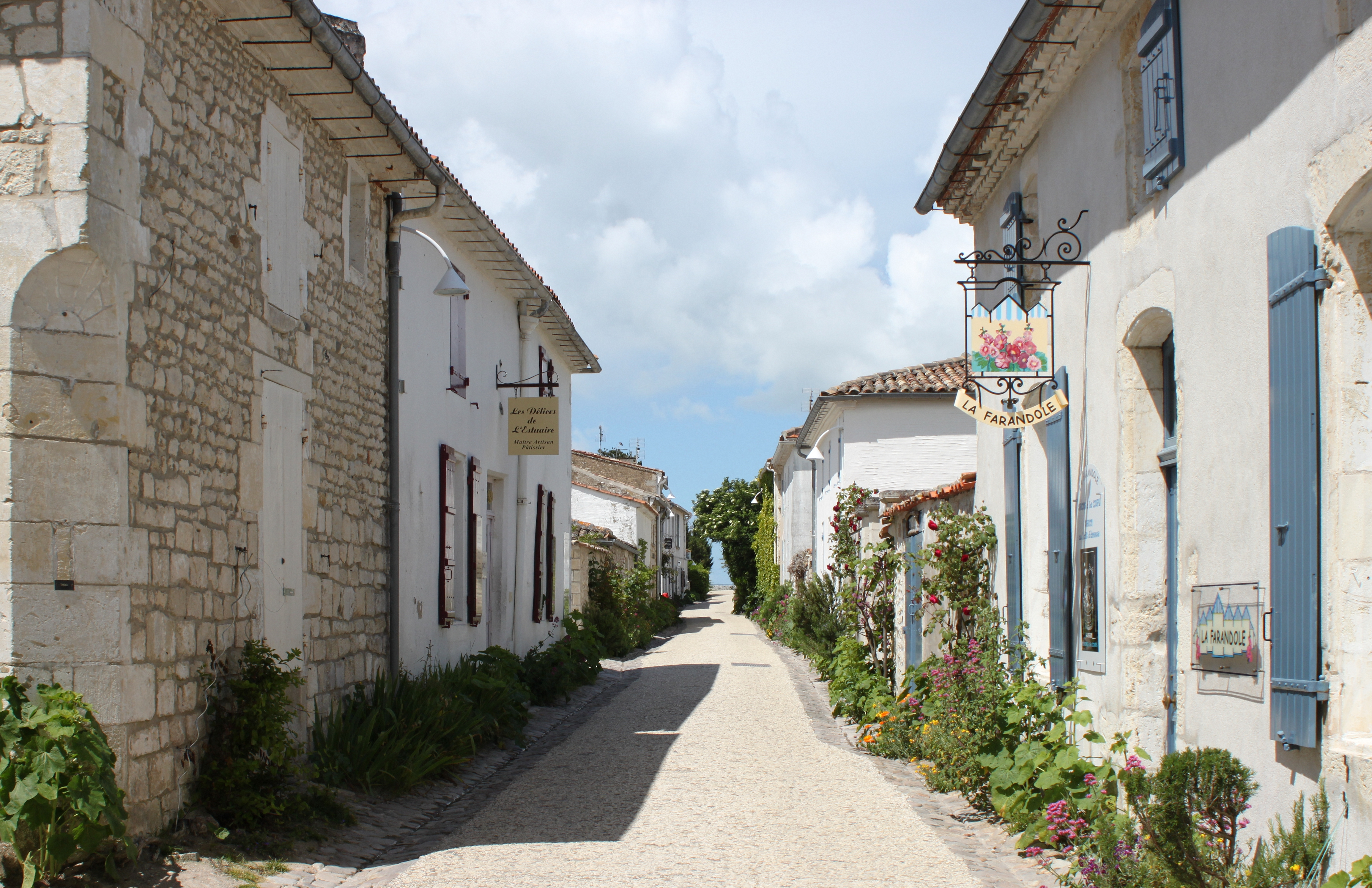
La rue du Port.

D'une manière générale, la population de la commune a des revenus plus élevés que dans le reste de l'hexagone : la moyenne des revenus par an et par ménage y est de 15 171 € (moyenne nationale : 15 027 € / an et par ménage).

Le prix moyen de l'immobilier est de 3 197 € / m² (vente) et 12,22 € / m² / mois (location).
Les personnes propriétaires de leur logement représentent une large majorité de la population. Ces dernières sont 83,7 % (moyenne nationale : 55,3 %) ; parallèlement, 14 % des habitants de la commune sont locataires (moyenne nationale : 39,8 %) et 2,3 % logés gratuitement (moyenne nationale : 4,9 %).
Le parc immobilier de la commune est constitué de 119 logements. Les résidences secondaires prédominent, atteignant 57,1 % pour 36,1 % de résidences principales. 6,7 % des logements de la commune sont vacants.
Les maisons individuelles représentent l'écrasante majorité des logements, soit 95,3 %.

## Culture locale et patrimoine

### Lieux et monuments

#### Église Sainte-Radegonde

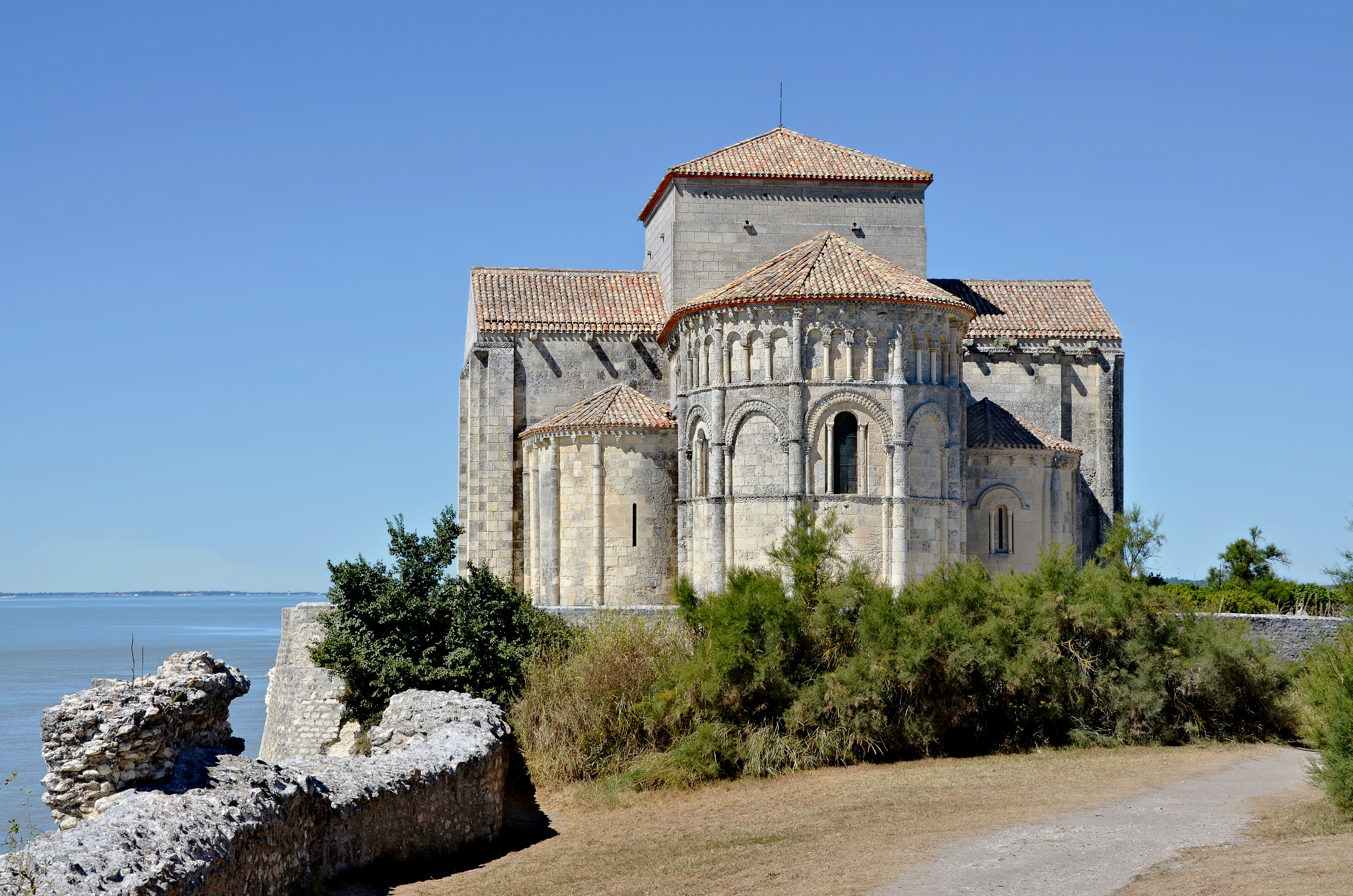
Le chevet de l'église Sainte-Radegonde.

L'église de Talmont est un édifice de style roman consacré à sainte Radegonde.

Campée sur une falaise dominant l'estuaire de la Gironde, elle a longtemps présenté un plan en forme de croix latine, jusqu'à ce qu'une violente tempête ne fasse s'effondrer un pan de falaise, entraînant dans sa chute le narthex, une travée de la nef et une importante partie de la crypte.
Le sanctuaire, bâti entre les XIe siècle et XVe siècle par les bénédictins de l'abbaye de Saint-Jean-d'Angély, présente à la fois des influences cisterciennes (qui se retrouvent dans un décor intérieur très sobre) et clunisiennes, d'où une ornementation extérieure particulièrement riche, en particulier pour ce qui est de l'abside et du porche Est. La nef, réduite à deux travées, se prolonge par un transept sur lequel sont greffées deux absidioles, et par une abside de pur style roman saintongeais. Un clocher carré s'élevait autrefois sur le carré du transept, mais il n'en reste plus que la base.
L'église aurait été autrefois une étape pour les pèlerins se rendant à Saint-Jacques-de-Compostelle, en Galice.
Elle est classée monument historique depuis le 30 août 1890.

#### Cimetière marin

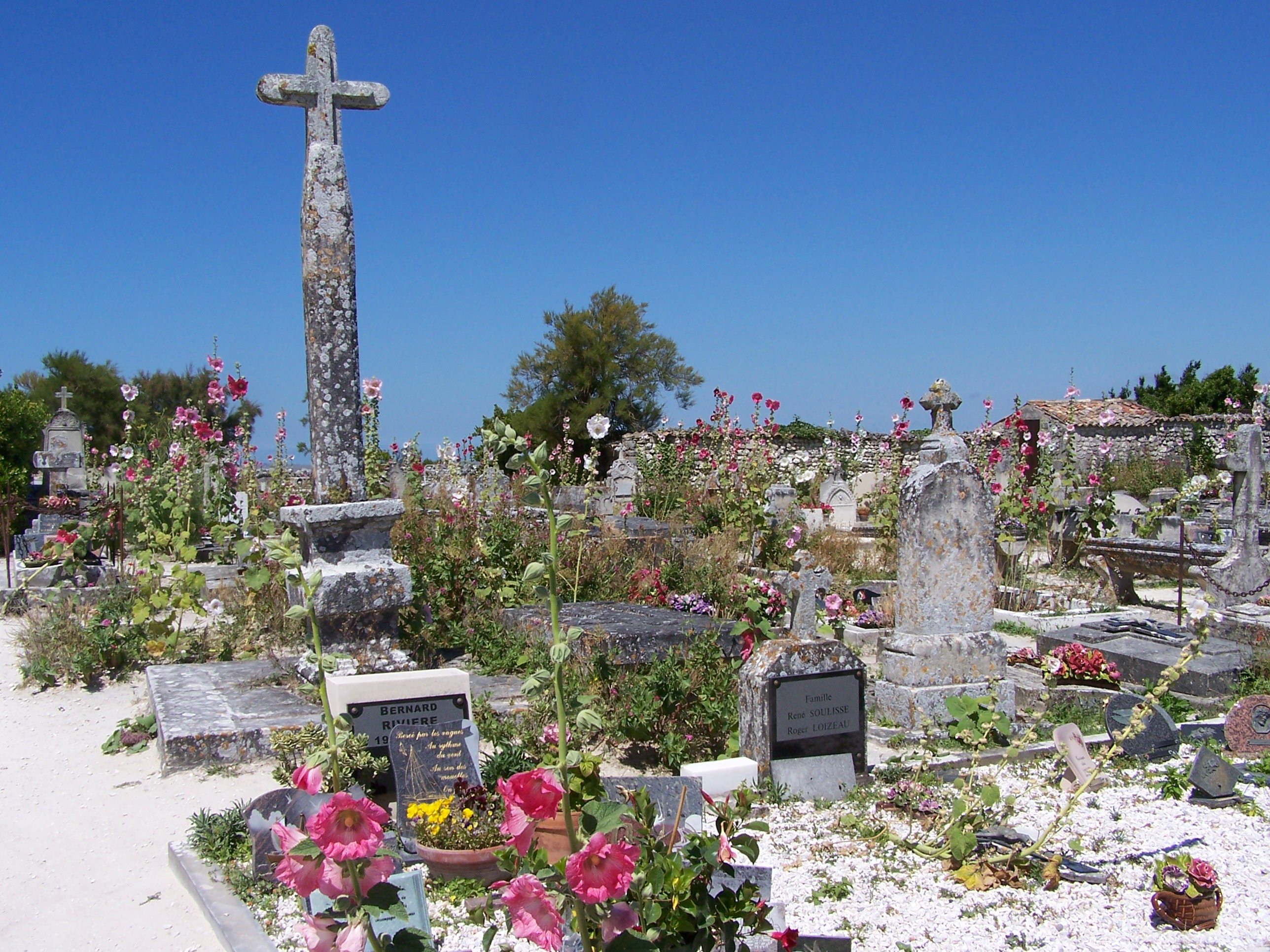
Cimetière marin de Talmont-sur-Gironde.

Le cimetière marin borde l'église sur son flanc septentrional. Héritier de l'ancien « Clouzit » médiéval (cimetière clos entourant traditionnellement les églises saintongeaises), il conserve des tombes datant du XVIIIe siècle.
Jusqu'au début des années cinquante, le cimetière était divisé en deux enclos distincts, l'un pour les catholiques, l'autre pour les protestants. Faisant la jonction entre les deux parcelles, une ancienne rue baptisée « Rue des canons » débouchait sur le parvis de l'église.
Le cimetière abrite toujours de nombreux cénotaphes, témoignages d'un renouveau de l'art funéraire dans le courant du XVIIIe siècle. L'un d'entre eux a été déplacé dans la cour du musée en 1996. L'épitaphe latine qui y est gravée célèbre la mémoire de l'épouse d'un capitaine de navire décédée en 1845.
Comme l'ensemble du village, le cimetière marin se pare de nombreuses roses trémières durant la saison estivale.
Le cimetière marin est classé monument historique le 21 février 1934.

#### Musée de Talmont
Le musée de Talmont est aménagé dans une maison traditionnelle située non loin de l'église et dont les origines semblent remonter au XVIIIe siècle, période au cours de laquelle plusieurs demeures du village ont été rebâties sur les fondations de maisons antérieures. En 1830, elle est la propriété du charpentier Pierre Soulisse. Elle change deux fois de propriétaire avant d'être finalement acquise par la commune en 1859, dans le but d'y aménager l'école élémentaire du village.
Elle conserve cette fonction jusqu'en 1970, avant que le faible nombre d'élèves scolarisés dans la commune n'entraîne la fermeture de l'école. Le bâtiment est alors acquis par la société des amis de Talmont dans le but de créer un musée consacré à l'histoire locale auquel est adjoint en 1992 un musée de la pêche. Les deux entités sont finalement municipalisées en 1998 puis réhabilitées par un syndicat mixte regroupant le conseil général et la commune.
Le musée de Talmont est divisé en plusieurs sections consacrées à la paléontologie, à l'histoire de l'église et de la ville close ainsi qu'aux techniques de pêche traditionnelle. Parmi les collections exposées se trouvent des fossiles, des poteries ou des objets de la vie courante, tandis que des maquettes, photos et diaporamas présentent l'histoire de la bastide. Dans la cour du musée est exposée une yole, embarcation traditionnelle des pêcheurs de l'estuaire de la Gironde.

#### Domaine de la Fond
Ce logis datant de la fin du XIXe siècle est construit pour les membres de la famille Pélisson, négociants enrichis dans la vente du cognac.
Le domaine comprend un corps de bâtiment en double profondeur cantonné d'un pavillon et d'une tour cylindrique, auxquels viennent s'ajouter une série de dépendances séparées du bâtiment central par un jardin.
La partie orientale du domaine abrite une fuie rectangulaire. Un puits creusé devant le logis est l'un des seuls du village d'où l'on peut extraire de l'eau douce et non de l'eau saumâtre.

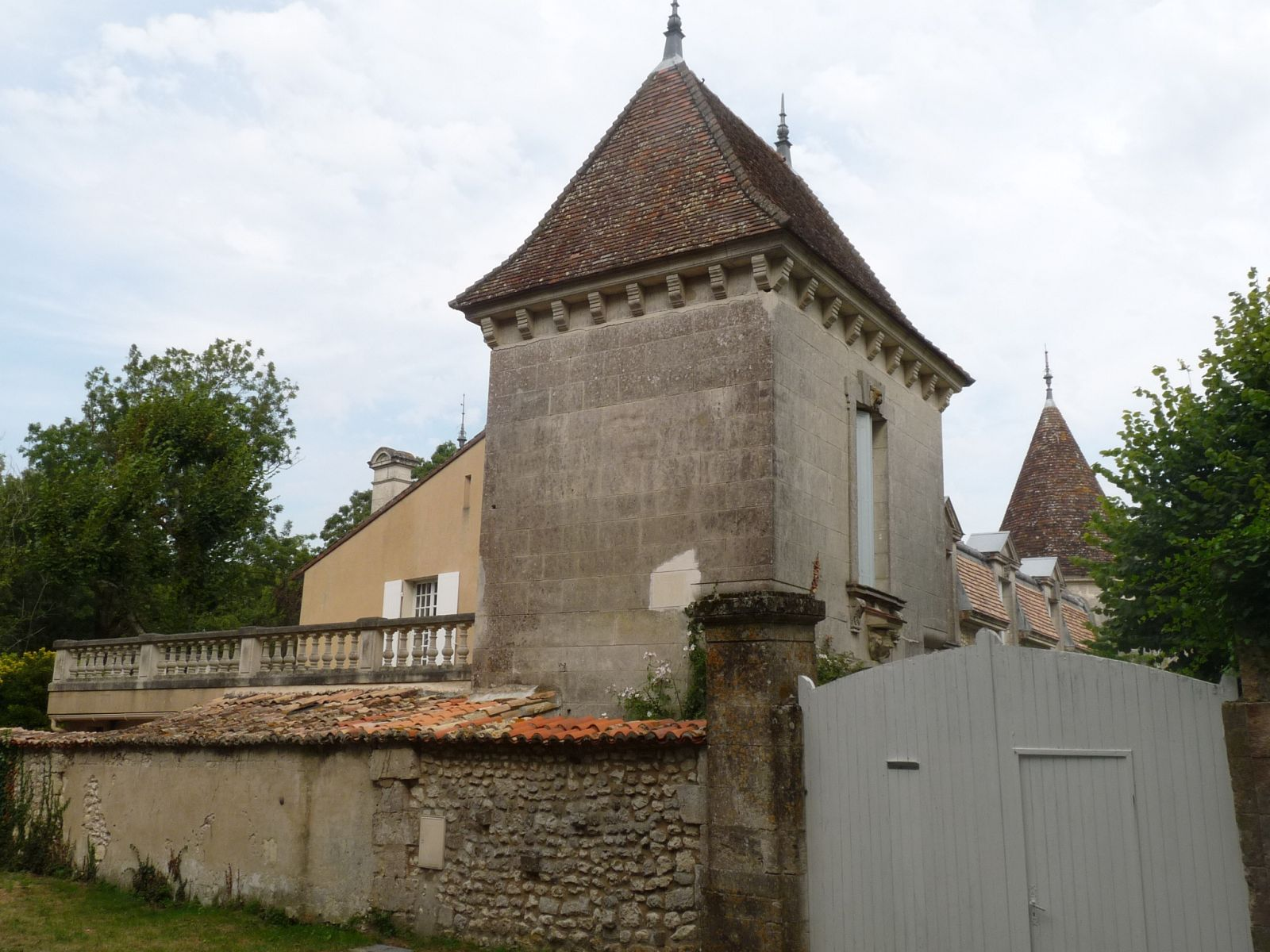
Le château de la Fond.
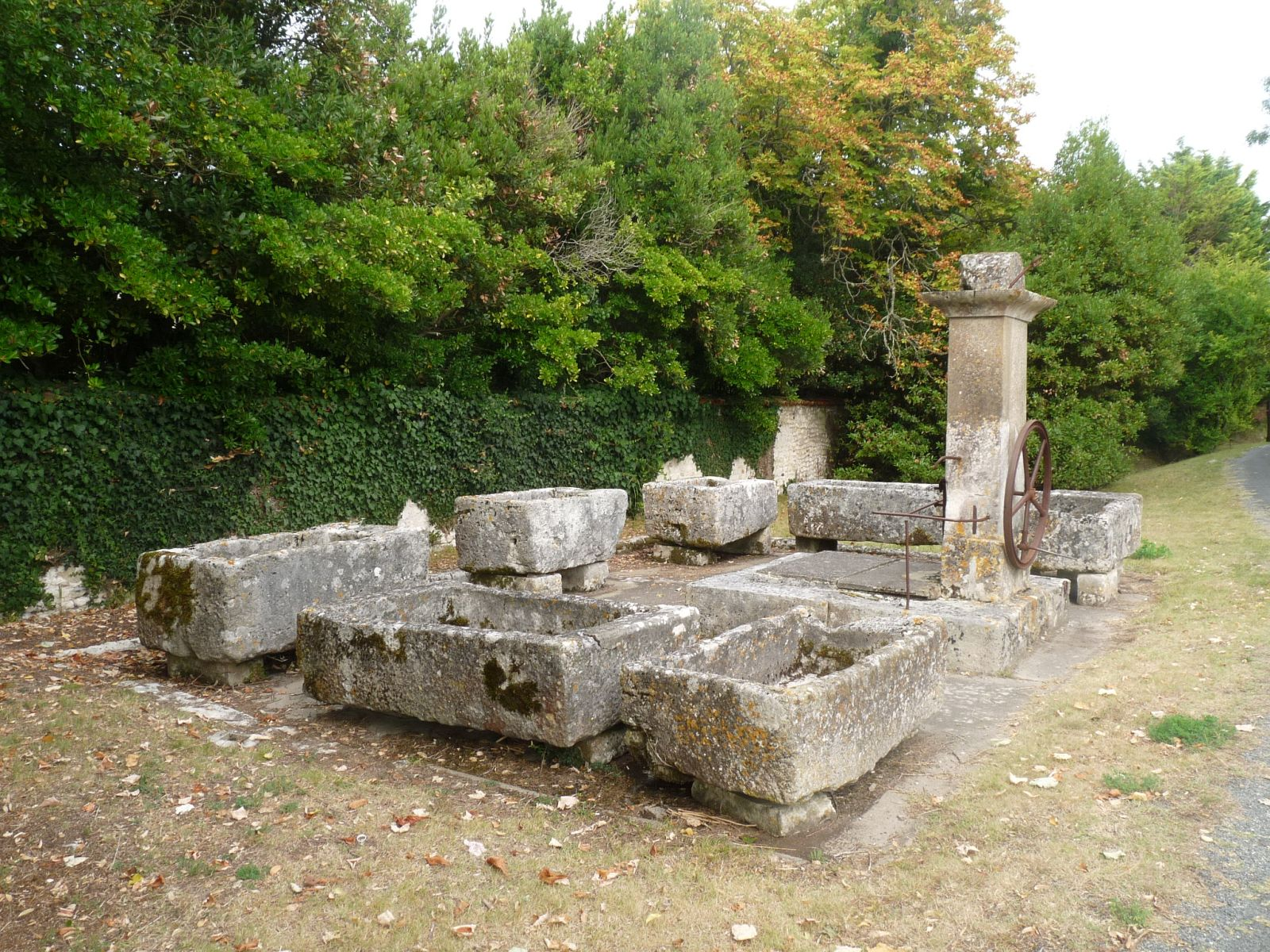
La fontaine.

### Équipements et Services

#### Enseignement
Talmont-sur-Gironde dépend de l'académie de Poitiers.
L'école élémentaire ayant fermé ses portes en 1970, les élèves fréquentent généralement les établissements scolaires des communes voisines. Les écoles primaires les plus proches du village sont situées à Arces et à Meschers-sur-Gironde.
Un collège public est implanté à Cozes, à 9 kilomètres au nord de Talmont-sur-Gironde, tandis que la ville de Royan accueille un lycée d'enseignement général et un lycée professionnel.

#### Santé
Médecins généralistes et pharmacies sont localisés à Cozes, le chef-lieu du canton, ainsi qu'à Meschers-sur-Gironde. Les centres hospitaliers les plus proches sont ceux de Royan et de Saintes.
Les villes voisines de Cozes et de Meschers-sur-Gironde abritent également des centres de secours des sapeurs-pompiers.

### Vie locale

#### Cultes
Talmont-sur-Gironde appartient au diocèse catholique de La Rochelle et Saintes, lui-même rattaché à la province ecclésiastique de Poitiers depuis 2002. La paroisse Sainte-Radegonde est rattachée au doyenné de Royan et au secteur pastoral Notre-Dame-L'Assomption qui regroupe neuf paroisses de la proche périphérie royannaise.
Pour l'église réformée, Talmont-sur-Gironde appartient au consistoire de Charente-Maritime et à la paroisse de Cozes. Si aucun lieu de culte protestant n'existe dans le village, des temples sont en activité à Cozes et Meschers-sur-Gironde.

#### Langue saintongeaise

Aire linguistique du Saintongeais.

La commune est située dans l'aire linguistique du saintongeais, un dialecte faisant partie de la famille des langues d’oïl, branche des langues romanes, qui comprend également le français, l’angevin le picard et le poitevin avec lequel il est souvent regroupé dans un domaine plus vaste, le poitevin-saintongeais.
Le saintongeais (saintonjhais) est la langue vernaculaire parlée dans les anciennes provinces d'Aunis, Saintonge et Angoumois. On l’appelle aussi le charentais ou encore le patois charentais. Les locuteurs sont dits patoisants.
Le saintongeais a fortement influencé l’acadien et en conséquence, par ricochet, le cadien ; quant au québécois, il a été influencé par les parlers tels que le normand, le francien et le saintongeais.
La langue saintongeaise présente de nombreux traits communs avec des langues telles que le cadien ou l'acadien, ce qui s'explique par les origines saintongeaises d'une partie des émigrants vers la Nouvelle-France au XVIIe siècle.

### Cinéma
En 2004, a été tourné dans la commune le téléfilm La Battante de Didier Albert.

### Personnages liés à l'histoire de la commune
- Louis d’Espagne de La Cerda, amiral de France, fait comte de Talmont par Philippe VI en 1339.
- Zog Ier, roi d’Albanie, réfugié quelques jours à Talmont en juin 1940, avant de passer en Angleterre pour échapper aux nazis.

### Héraldique
| Blason | Blasonnement : Parti : au 1er d’azur semé de fleurs de lis d’or, au 2e coupé au I de gueules au château d’or, ouvert et ajouré d’azur, au II d’argent au lion de pourpre armé et lampassé d’or. Commentaires : Le statut officiel du blason reste à déterminer. |